# Arkitektur i Göteborg

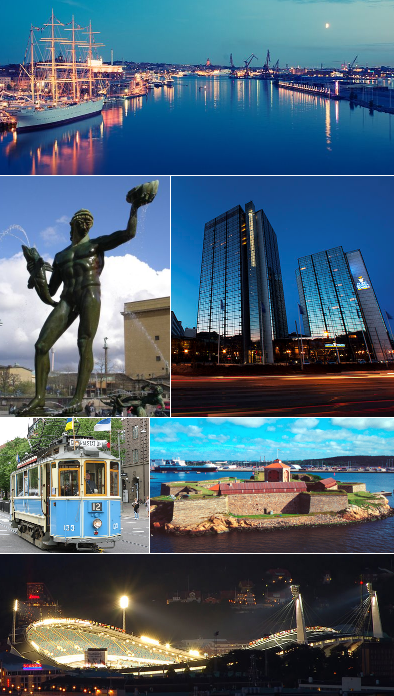

Arkitekturen i Göteborg har uppförts under hela dess historia. Staden Göteborg är relativt ung, vilket präglat dess arkitektur. På grund av bränder återfinns få byggnader från äldre tid. Under 1800- och 1900-talet har tätorten både expanderat och förtätats, vilket förändrat arktitekturen och bland annat medfört en "stenstad" med en mängd radhus- och villaområden runtom.

## Bebyggelseutvecklingen
Göteborg har en relativt ung bebyggelse. Bränder har ödelagt staden i olika omgångar, och av stadens tidiga (1600-tal) byggnader finns i dag bara Kronhuset och Residenset kvar. Efter den sista stora branden 1813 byggdes i huvudsak bara stenhus Inom Vallgraven, och de kvarter som uppfördes var av måttlig höjd, vilket fortfarande avspeglar sig i Göteborgs stadskärna. En annan effekt av dessa bränder och de lagar som omgärdat byggandet i Göteborg är de i dag så typiska landshövdingehusen som främst finns i de västra delarna av Göteborg samt i Bagaregården, Kålltorp, Gamlestaden, Lundby och på Lindholmen. 
Under 1960- och 1970-talet genomfördes flera stora rivnings- och nybyggnadsprojekt i Göteborg, vilka stadens politiker kallade "Europas största saneringsprojekt". Följderna blev att många stadsdelar – såsom exempelvis Masthugget, Landala, Annedal och Haga – helt eller delvis ändrade karaktär.

### Uppbyggnadsskeden
- 1800–1850 – De forna fästningsverken raseras och staden utvidgas på befästningsområdet.
- 1850–1910 – Industrialismens expansion: nya industrier lokaliseras kring Göta älv och längs åarna, mestadels utanför stadsgränsen. Landshövdingehusen sätter sin prägel på arbetarstadsdelarna.
- 1910–1930 – Majorna, Lundby och Örgryte inkorporeras. Albert Lilienberg sätter sin prägel på byggnadsverksamheten.
- 1930–1945 – Funktionalismen bryter igenom och blir symbolen för en ny tid.
- 1945–1960 – Folkhemmet etableras och efter andra världskriget satsas på ett utökat bostadsbyggande. Bostäder och stadsdelar får en hög boendestandard.
- 1960–1975 – Det storskaliga stadsbyggandet. Bostadsbyggandet industrialiserades och det investeras i trafiksystem samt totalsanering av gamla stadsdelar.
- 1975–1990 – Efter expansionsfasen växte intresset för kulturhistoria, stadsmiljöfrågor och en kretsloppsanpassning. Omfattande kontorsbyggen under 1980-talet.

### 1600- och 1700-talet
Genom regeringsreformen 1634 blev många av de nya städerna residensstäder med säte för landshövdingar. Städernas privilegier reglerades, och några blev så kallade stapelstäder och fick bedriva utrikeshandel. Handeln sköttes österut av Stockholm och västerut av Göteborg. Göteborg var en av de få nygrundade städer som hade stapelrättigheter redan från början. Göteborg fick stadsprivilegier 1621 och blev den mest framgångsrika av alla nyanlagda städer. Staden planerades efter holländska förebilder med en rutnätsplan; ett system av inre hamnkanaler och en omgivande befästningskrans.
Skansen Lejonet ligger på Gullberget vid Gullbergsvass. Den är en av två gamla försvarsskansar som uppfördes i slutet av 1600-talet av Erik Dahlbergh, den andra är Skansen Kronan som grundlades två veckor före "Lejonet". I Erik Dahlberghs bokverk Suecia antiqua et hodierna från 1690–1710 finns en gravyr av Göteborg, där man ser den nyuppförda skansen i förgrunden. Kronhuset uppfördes under åren 1643–1655 med holländsk prägel, och är Göteborgs äldsta profana icke bostadsbyggnad.
Göteborgs rådhus stod klart 1672 och är ritat av Nicodemus Tessin d.ä. Huset uppfördes i nederländskt tegel. Huset ansågs med tiden för litet och efter utredningar, utlystes 1912 en tävling där första priset gick till Gunnar Asplunds förslag "Andante". Efter ytterligare diskussioner och tveksamheter, invigdes den funktionalistiska tillbyggnaden på hösten 1936. Den kallas ibland för Asplundska tillbyggnaden och präglas invändigt av den ljusa rådhushallen med sin glasvägg mot rådhusgården.
Fattighuset och Barnhuset vid Stampen är exempel på tidiga sociala institutioner.

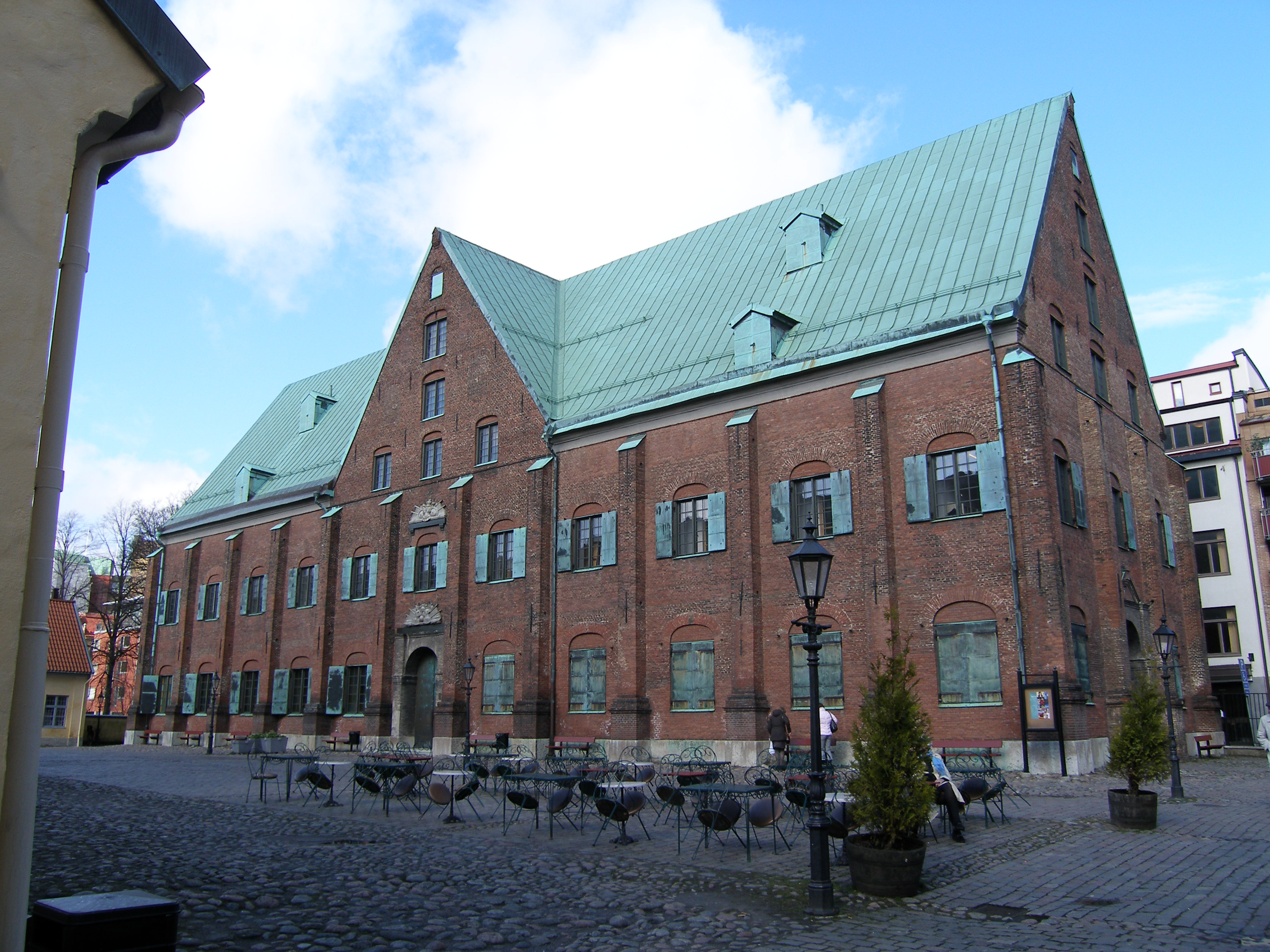
Kronhuset
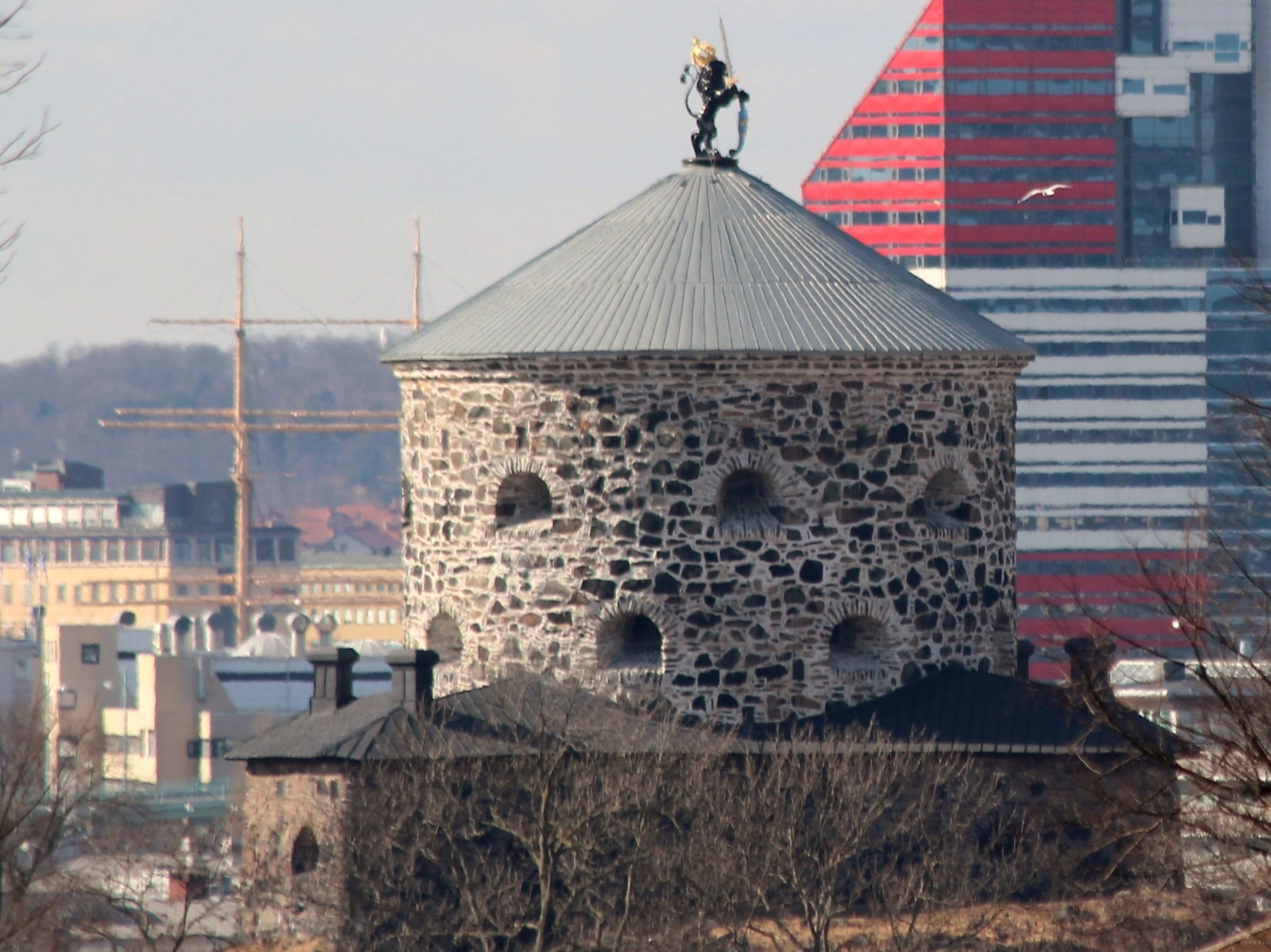
Skansen Lejonet
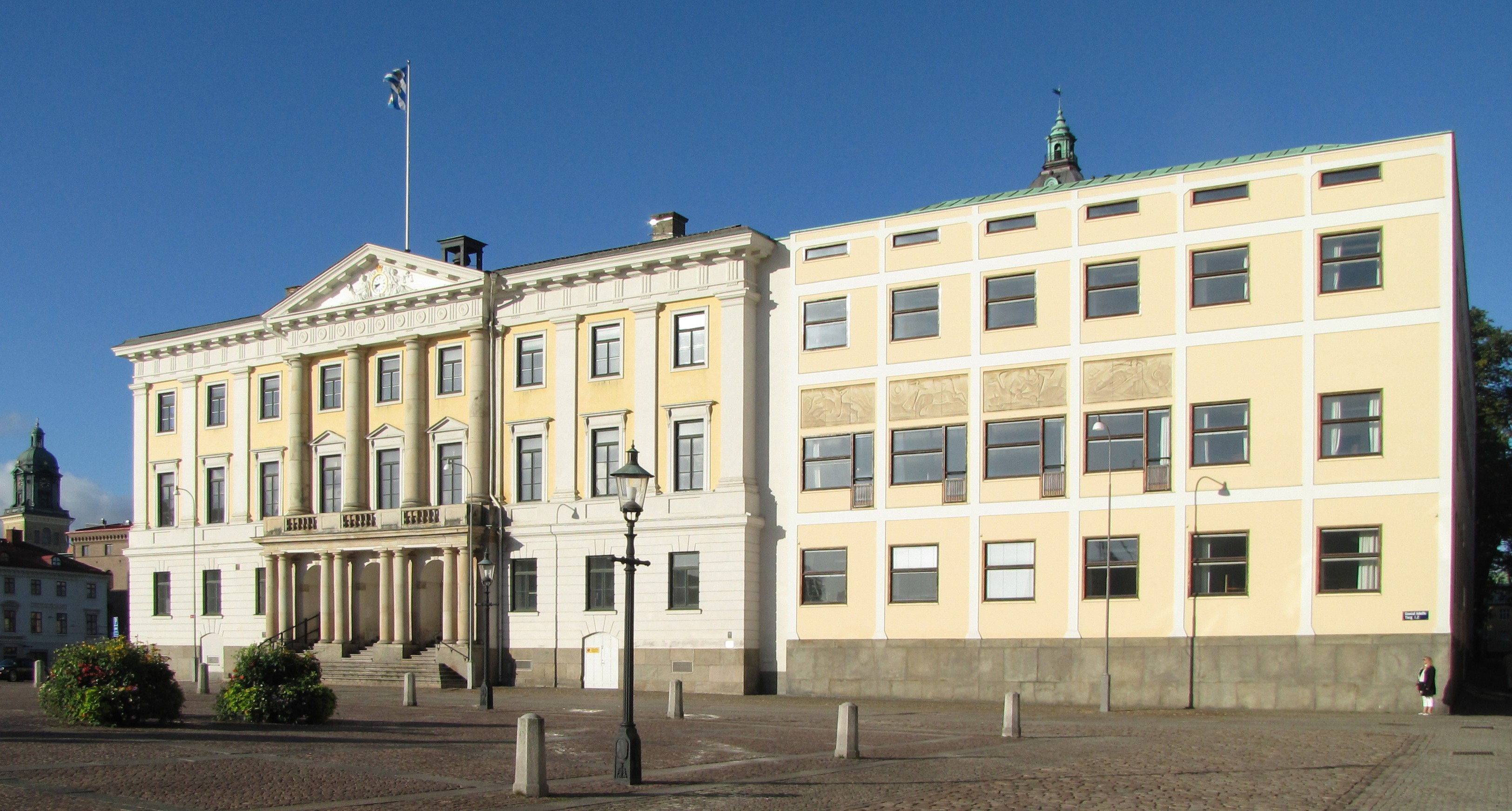
Göteborgs rådhus
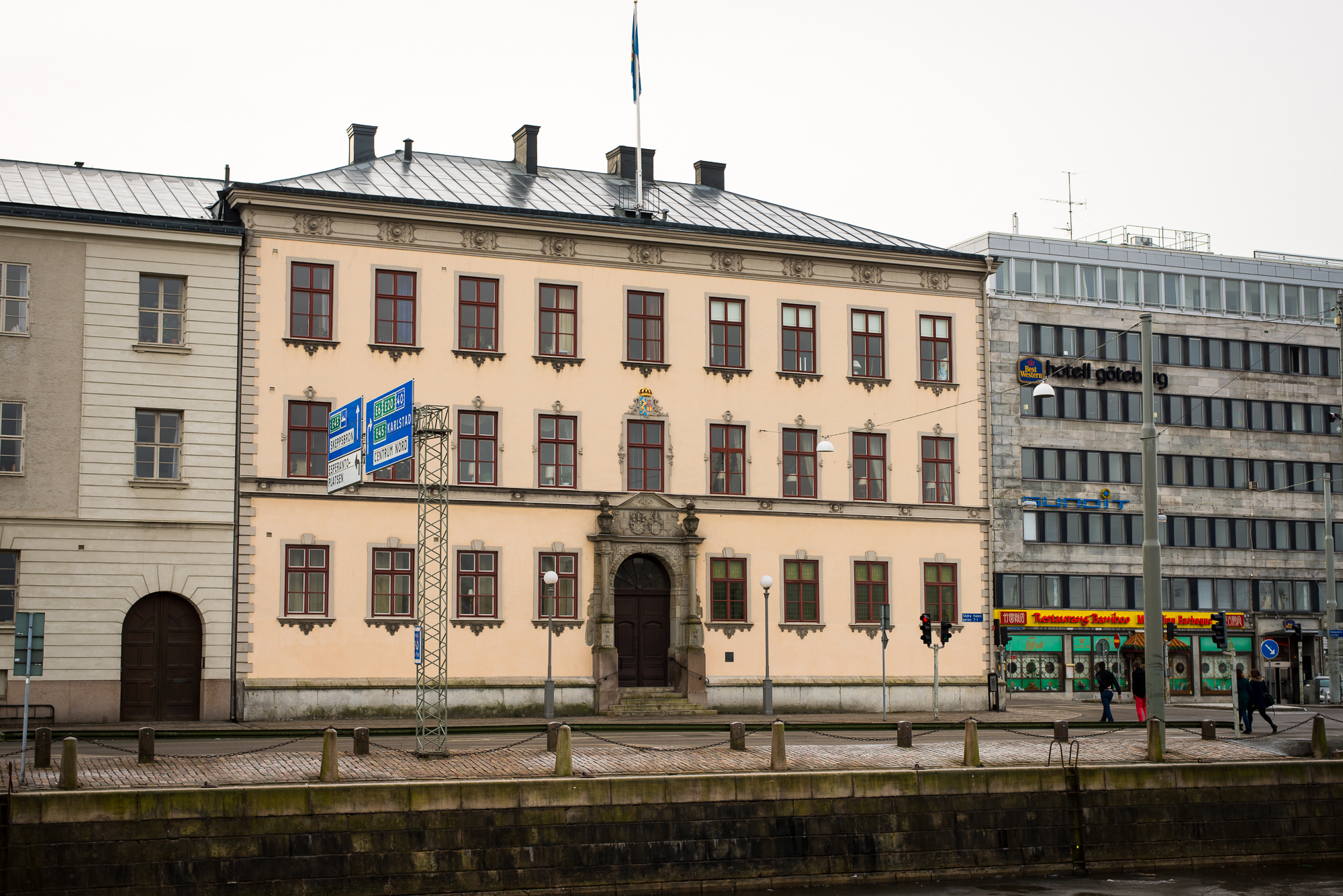
Landshövdingeresidenset i Göteborg

### 1800-talet
Stadskärnan i Göteborg anses ha ett högt kulturhistoriskt värde, och är därför klassad som att vara av riksintresse enligt Naturresurslagen. I området Inom Vallgraven finns också många välbevarade exempel på olika tiders arkitektur där gult tegel utgör ett viktigt karaktärsdrag. Grönstråket utanför Vallgraven vittnar om den stora roll parker och andra planteringar hade i 1800-talets stadsplanering. Palmhuset och Stora Teatern är två betydelsefulla allmänna byggnader från 1800-talet med dominerande läge i parkmiljön längs Vallgraven. 
Sveriges första stadsplanetävling gällde områdena utanför Göteborgs vallgrav, de nuvarande stadsdelarna Gullbergsvass, Heden, Lorensberg, Vasastaden och Haga. Med utgångspunkt från det resultatet upprättades en stadsplan som fastställdes 1866, där huvudaxeln bildades av Kungsportsavenyen. Fortfarande var brandkatastrofer den utlösande faktorn för omfattande stadsplaneringar, som Sundsvallsbranden och Stadsbranden i Umeå, båda 1888. I Vasastaden i Göteborg återfinns det originella Tomtehuset från 1890 av Hans Hedlund, en av Sveriges främsta jugendarkitekter. Hedlund skapade även Göteborgs realläroverk 1887, Saluhallen på Kungstorget 1889, Göteborgs stadsbibliotek 1900 och Amerikaskjulet 1912. 
Louis Enders ritade affärshuset Arkaden vid Brunnsparken 1899 (rivet 1972) och han stod bakom affärshuset Hertzia 1901 vid Packhusplatsen 2. Ibland använde han djärvt orientaliska inslag på sina hus, exempelvis lökkupolen på Ny Tid-huset vid Järntorget. Senare byggnader i Göteborg kännetecknas av slottsliknande tinnar och torn som dekorationer, influerade av jugendstilen. Ett exempel på nordeuropeisk tegelgotik (nygotik) är Oscar Fredriks kyrka från 1893 av Helgo Zetterwall. 

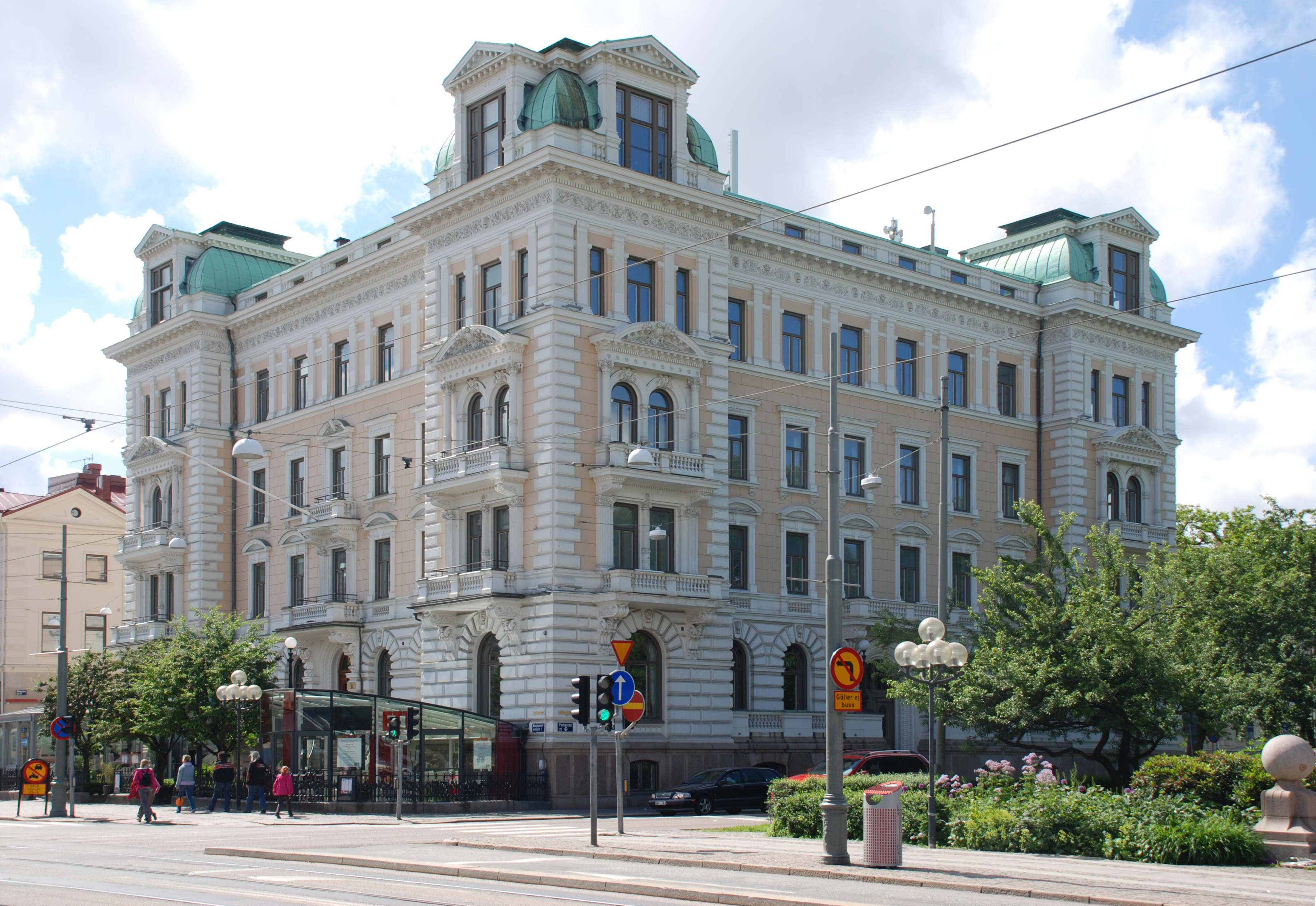
Kvarteret Borganäs, Kungsportsavenyen 1 (1882)
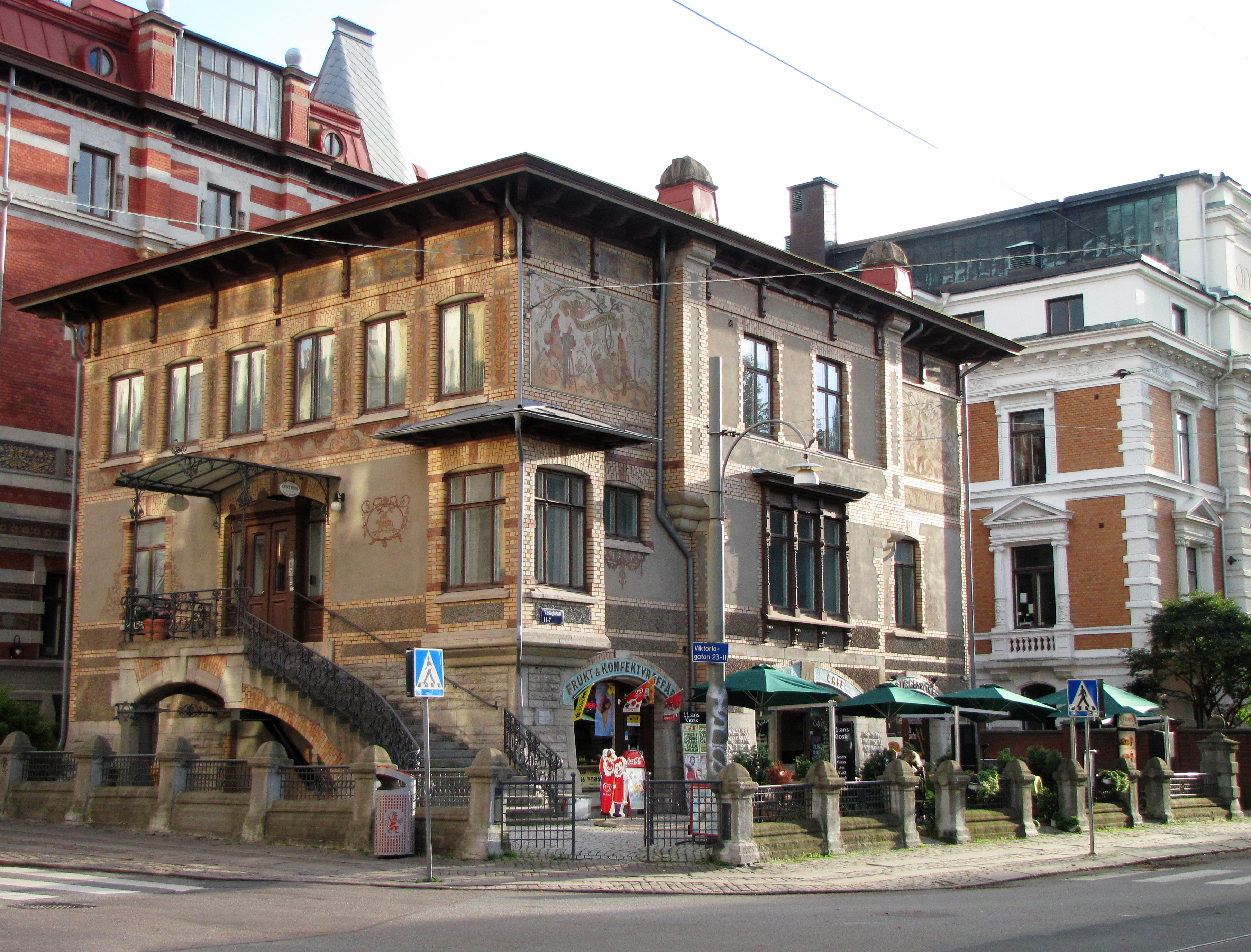
Tomtehuset (1890)
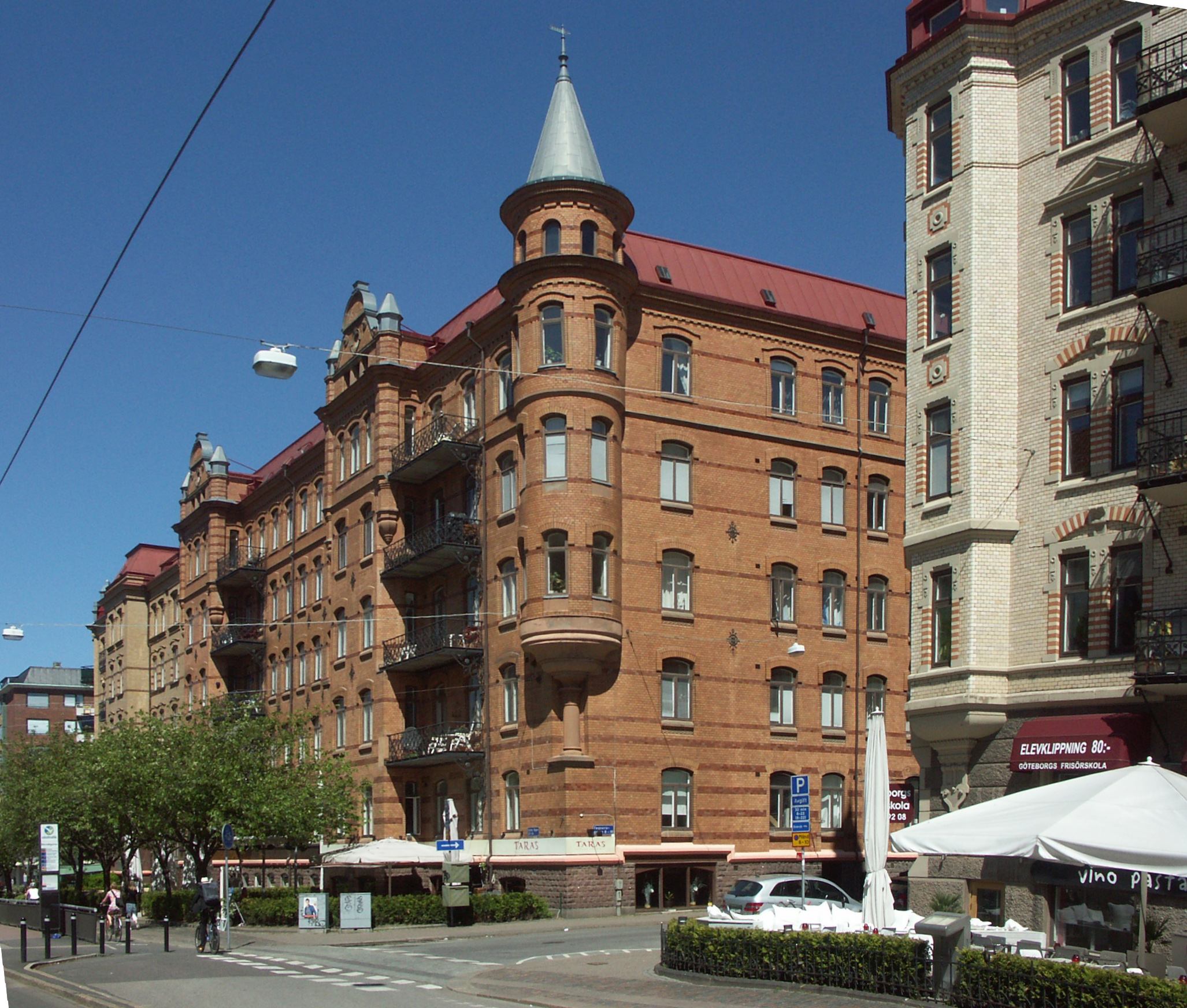
Hus vid Södra Vägen av Hjalmar Cornilsen (1898)
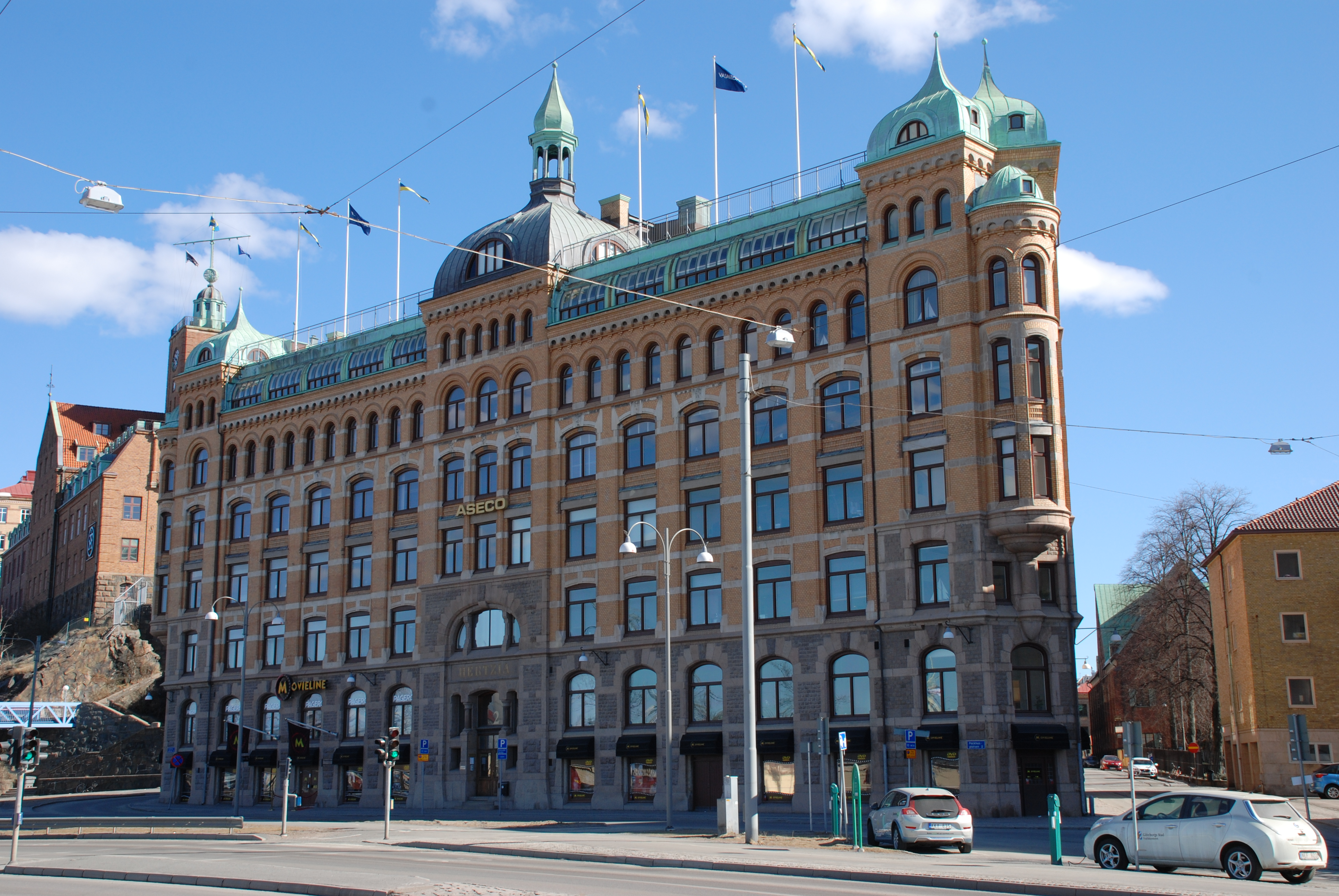
Hertziahuset (1901)

### 1900–1945
År 1901 vann Per Olof Hallman och Fredrik Sundbärg 1:a priset för planen till den nya stadsdelen Johanneberg i Göteborg. För genomförandet svarade till stor del Albert Lilienberg, Göteborgs förste stadsingenjör (1907–1927) och även han en anhängare av Camillo Sittes idéer. Till de största och mest konsekvent genomförda områdena i Sittes anda hör Bagaregården och Kungsladugård i Göteborg. Här uppfördes efter arkitekt Arvid Fuhres ritningar och flera andra arkitekters ritningar de för Göteborg typiska landshövdingehusen med en våning i sten och två våningar i trä. Andra arkitekter som arbetade med landshövdingehus var bland andra Johan Jarlén och Gerdt Stendahl.
På Kungsgatan uppfördes en fyra våningar hög jugendbyggnad av F O Peterson & Söner för varuhuset Meeths. Den är ett exempel på varuhusarkitektur från tidigt 1900-tal med sin ljusgård och stora skyltfönster. Inom nationalromantiken byggdes bland annat Bagaregårdsskolan, Masthuggskyrkan och Röhsska museet.

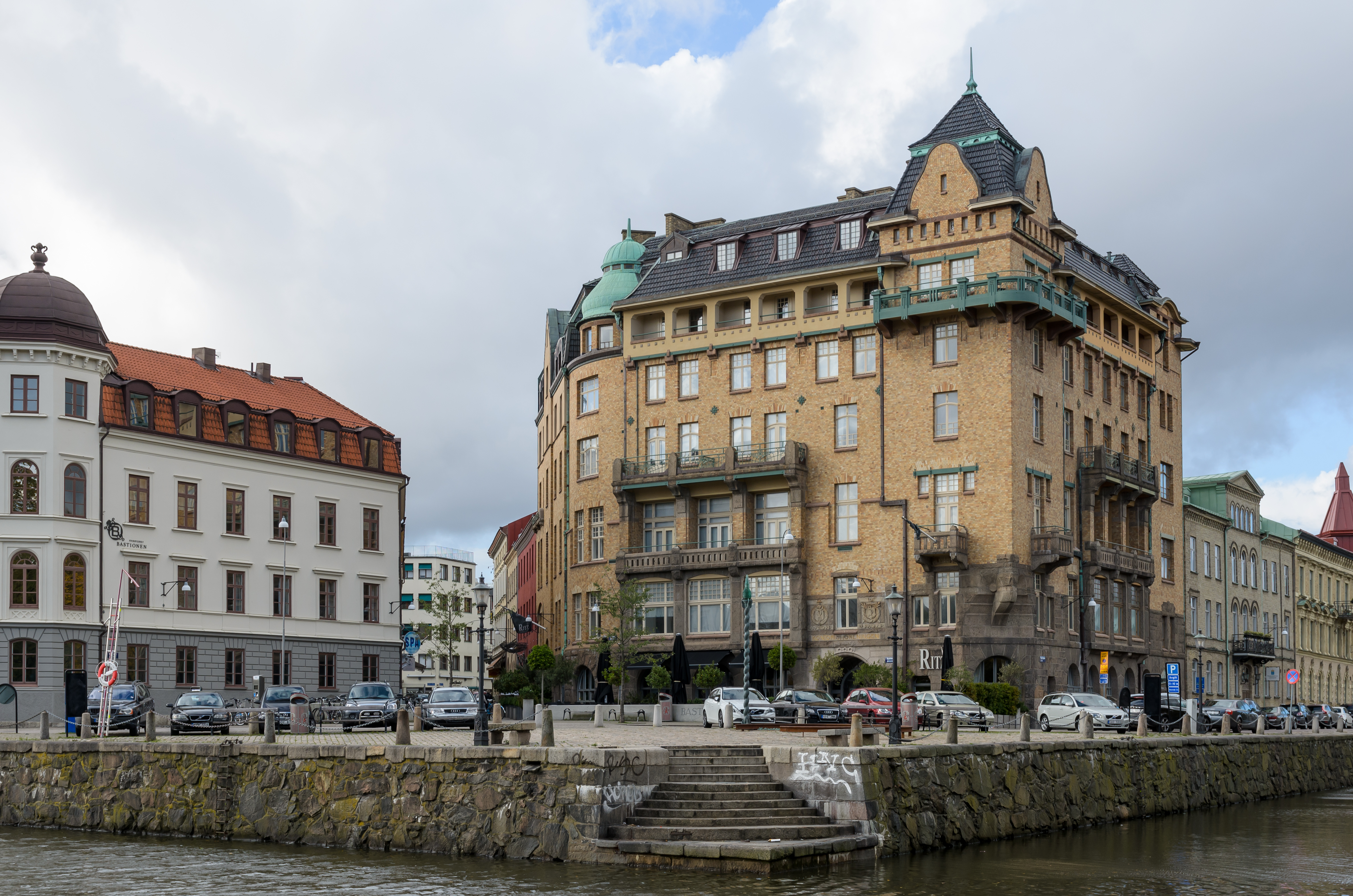
Kontoristföreningen hus
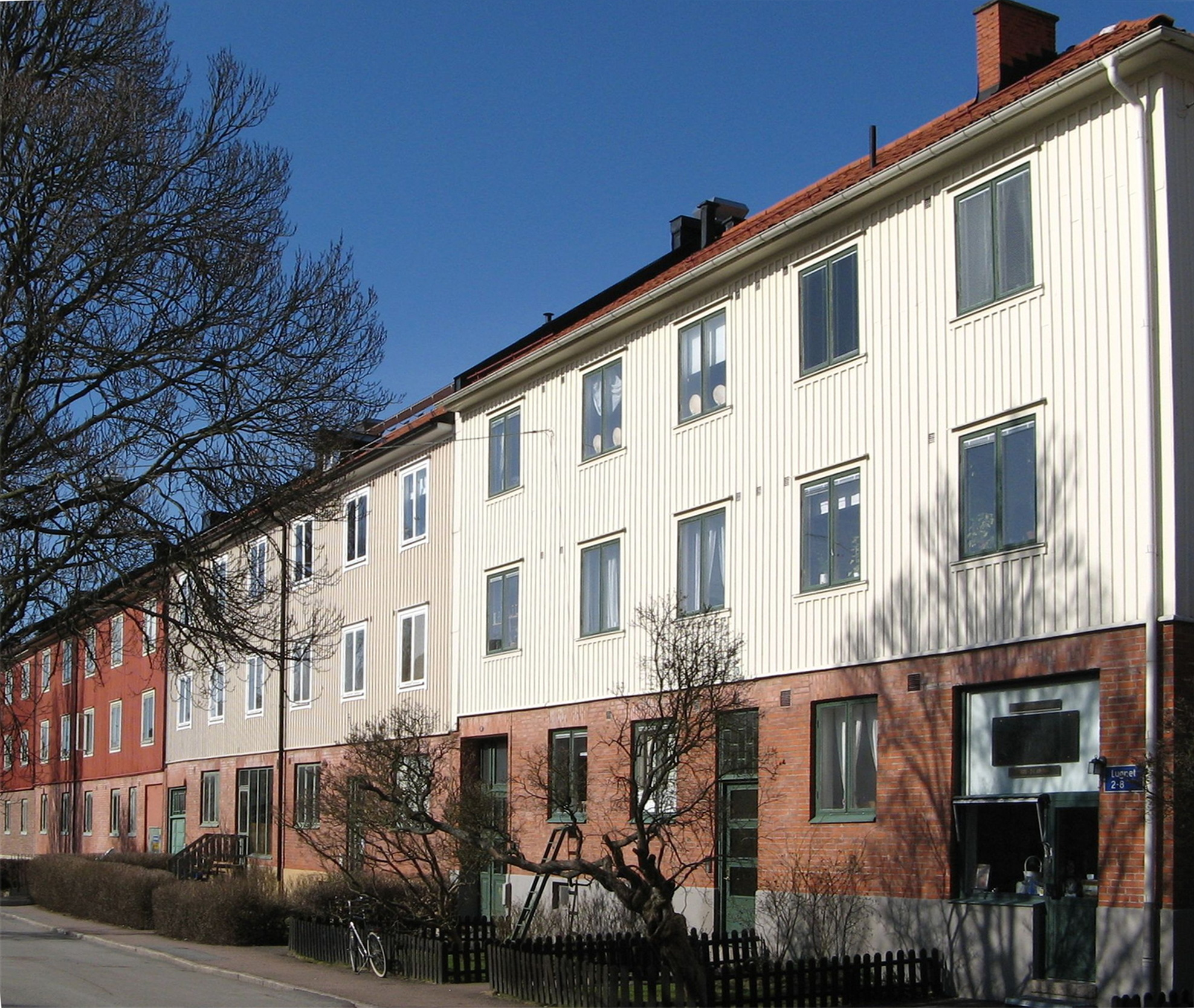
Kvarteret Åkermyntan
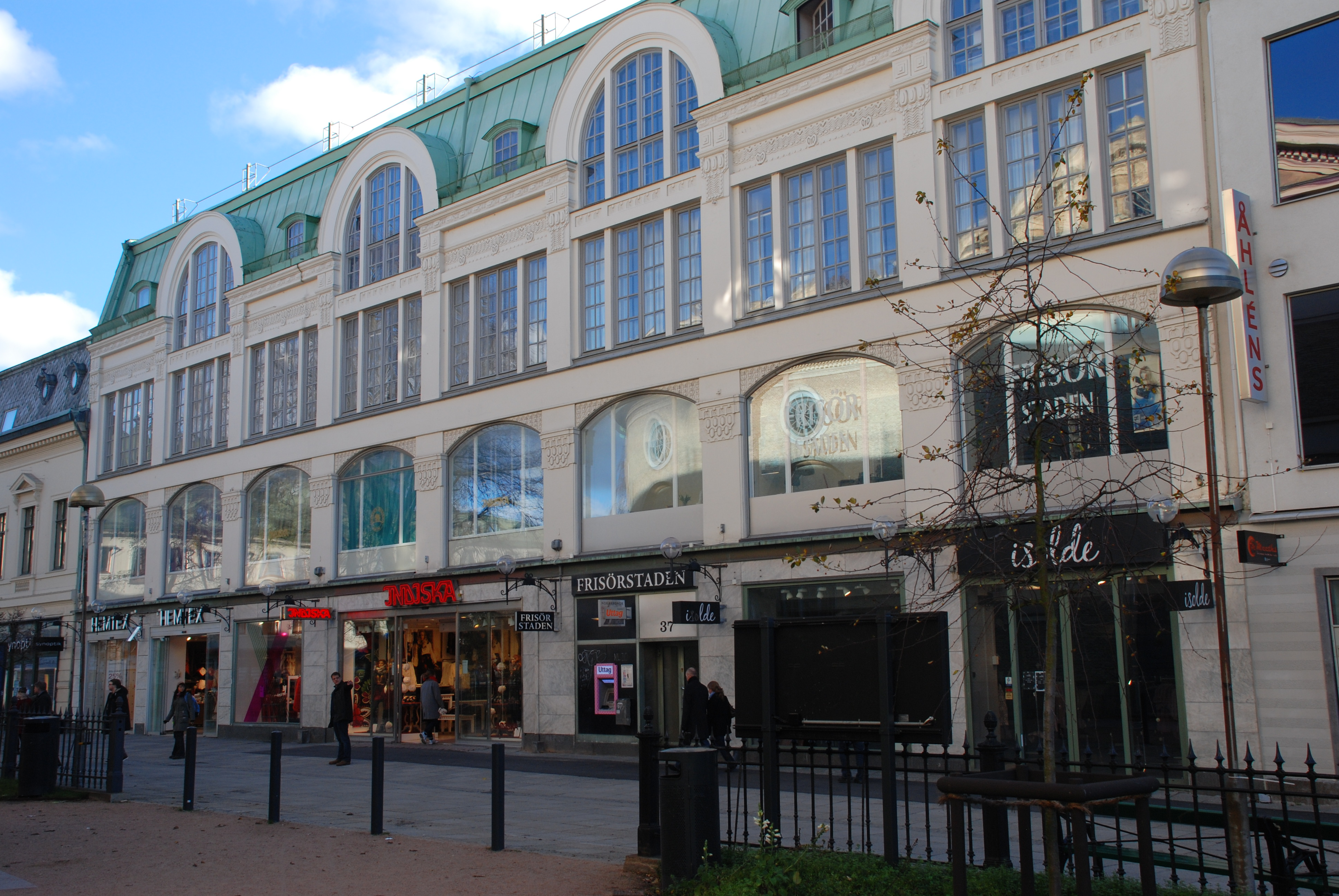
Meeths på Kungsgatan
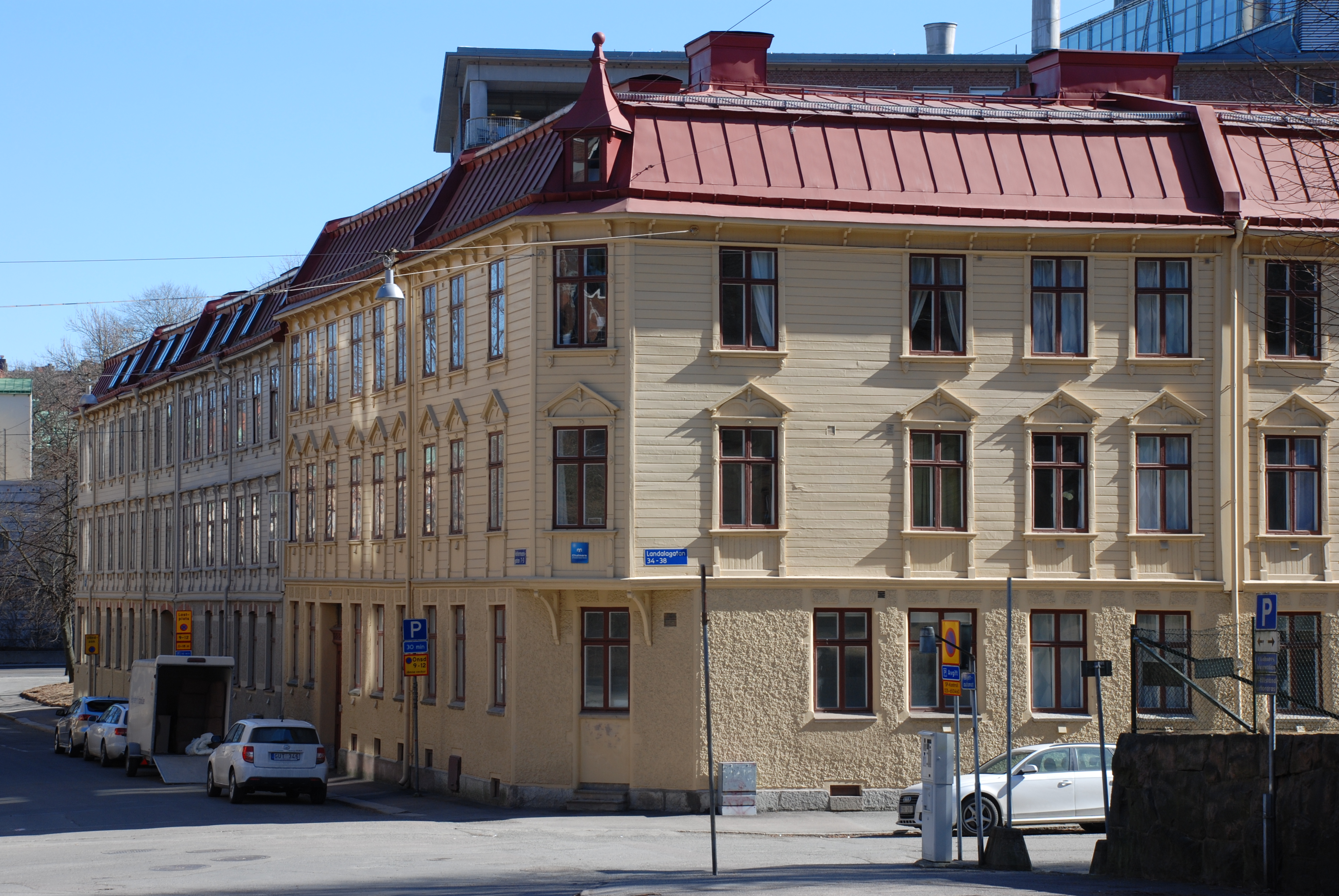
Landala
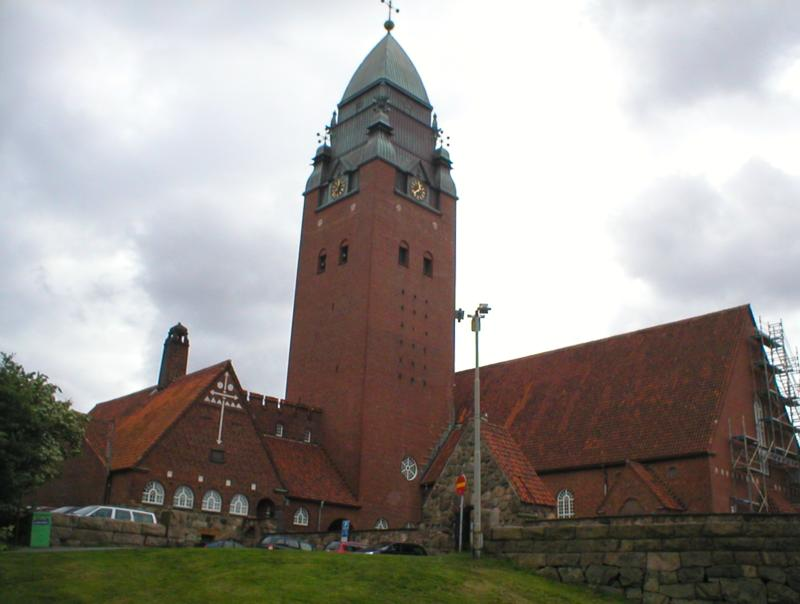
Masthuggskyrkan
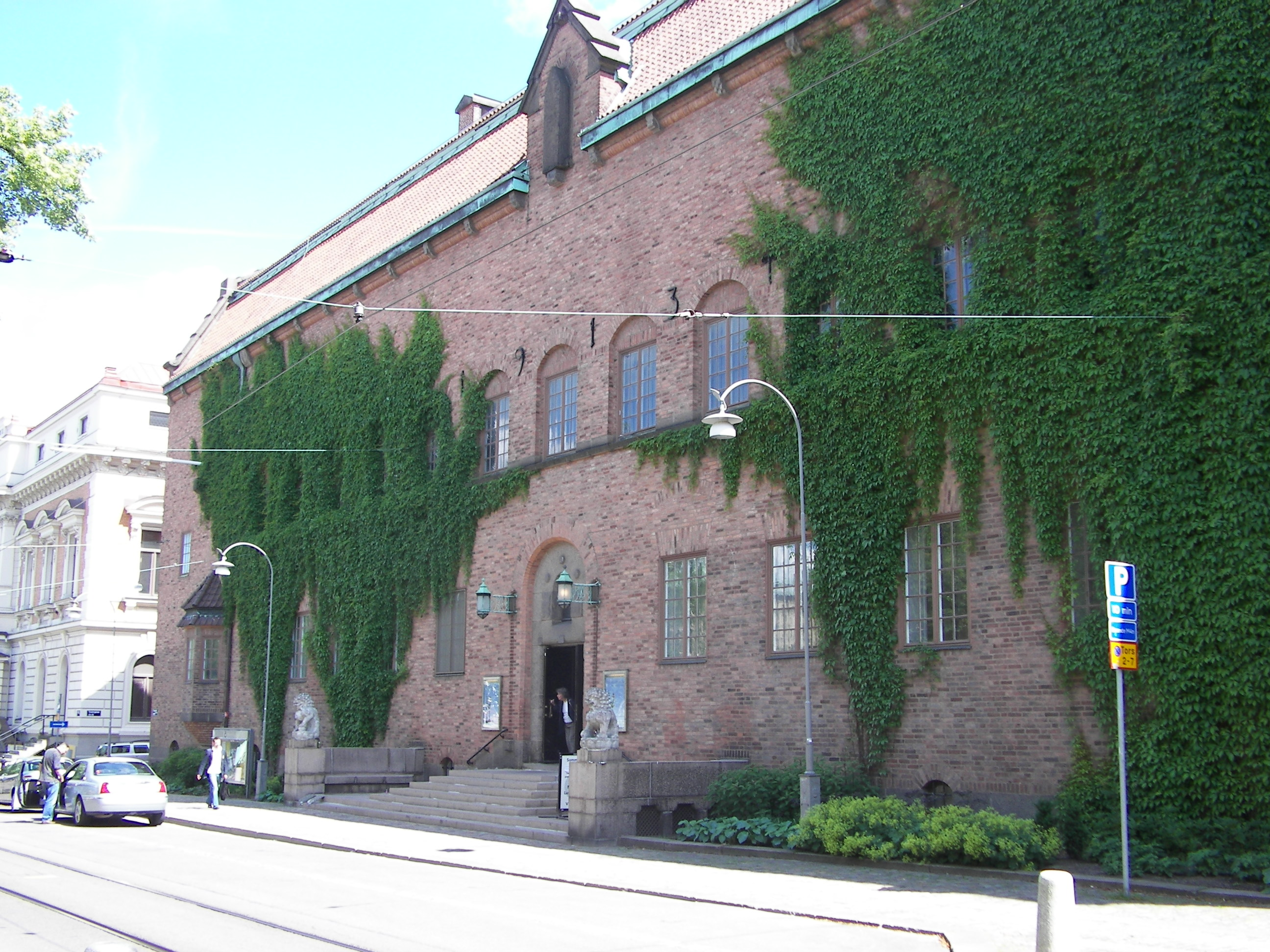
Röhsska museet

I Göteborg finns flera exempel på områden som inspirerats av den engelska trädgårdsstaden. Bland annat Örgryte trädgårdsstad, Landala Egnahem och Bagaregården. I samband med Jubileumsutställningen i Göteborg 1923 byggdes flertal av dagens mer välkända byggnader: Liseberg, Naturhistoriska Museet, Slottskogsvallen och Svenska Mässan. Längst upp på Avenyn ligger Göteborgs konstmuseum och Göteborgs Konsthall bakom den karaktäristiska skulpturen Poseidon ritad av Carl Milles. Byggnaderna ritades av arkitekterna Arvid Bjerke och Sigfrid Ericson och uppfördes 1919–1923 även de inför 300-årsfirandet av staden. Under 1960- och 1990-talet har Konstmuseet fått modernare tillbyggnader. Intill Konsthallen och Konstmuseet står Göteborgs Konserthus av Nils Einar Eriksson som stod färdigt 1935. Nils Einar Eriksson ritade även Centrumhuset. År 1927 byggdes höghuset Otterhall, som kom att kallas skyskrapan. En annan markant byggnad blev GP-huset vid Åkareplatsen som stod klar 1935.
Ingrid Wallberg och Alfred Roth skapade bostadshus för HSB, men även funktionalistiska villor. Ett exempel på Wallbergs funktionalism är Göteborgs första funktionalitiska bostadsområde (1934–1943 i Bö i Örgryte. Ströms hörna är ett tidigt exempel på renodlad funkisarkitektur inom varuhusbyggandet i Göteborg. 

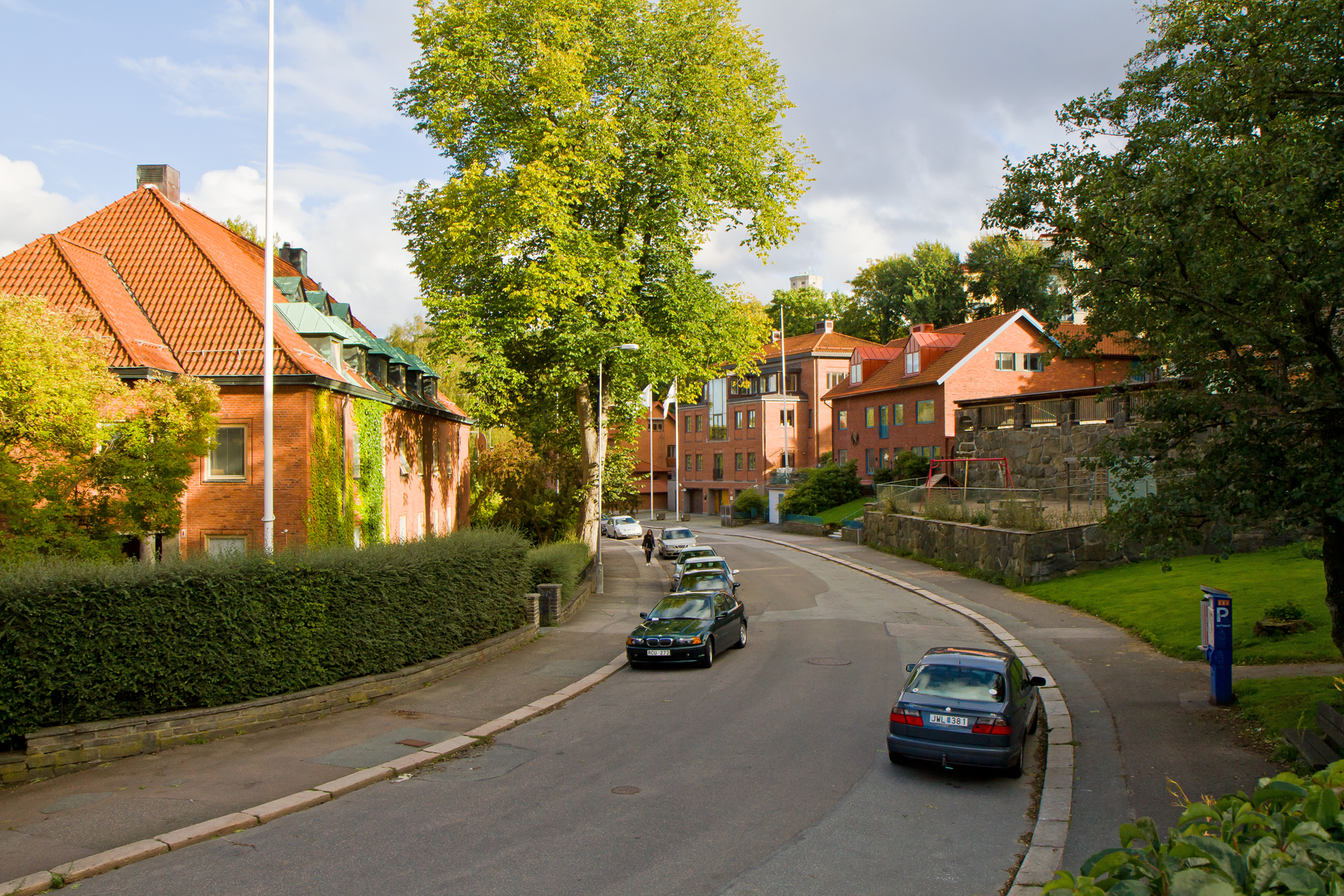
Lorensbergs villastad
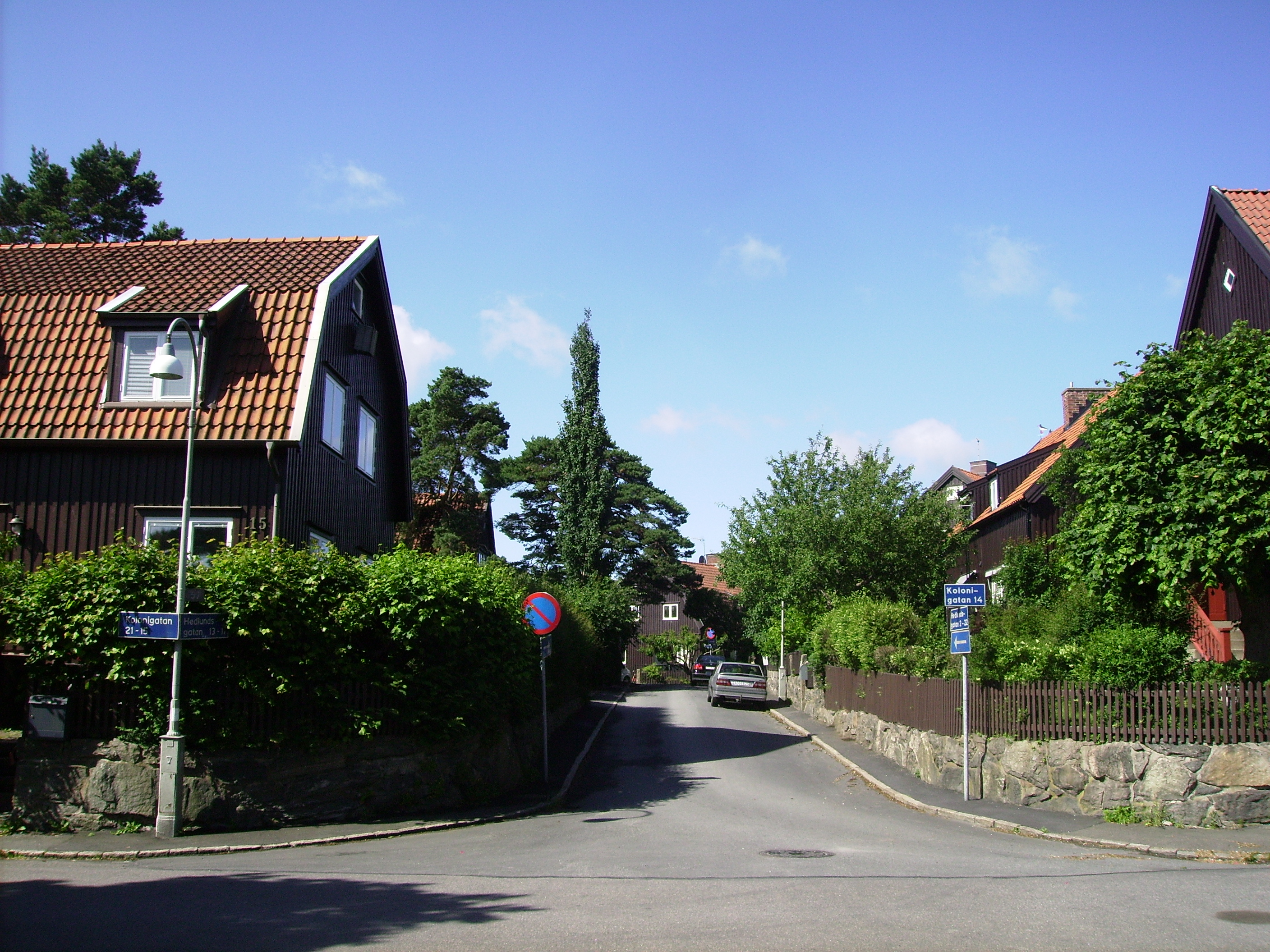
Landala Egnahem
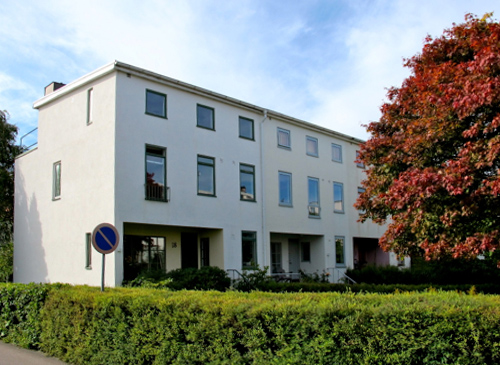
Radhus på Brödragatan
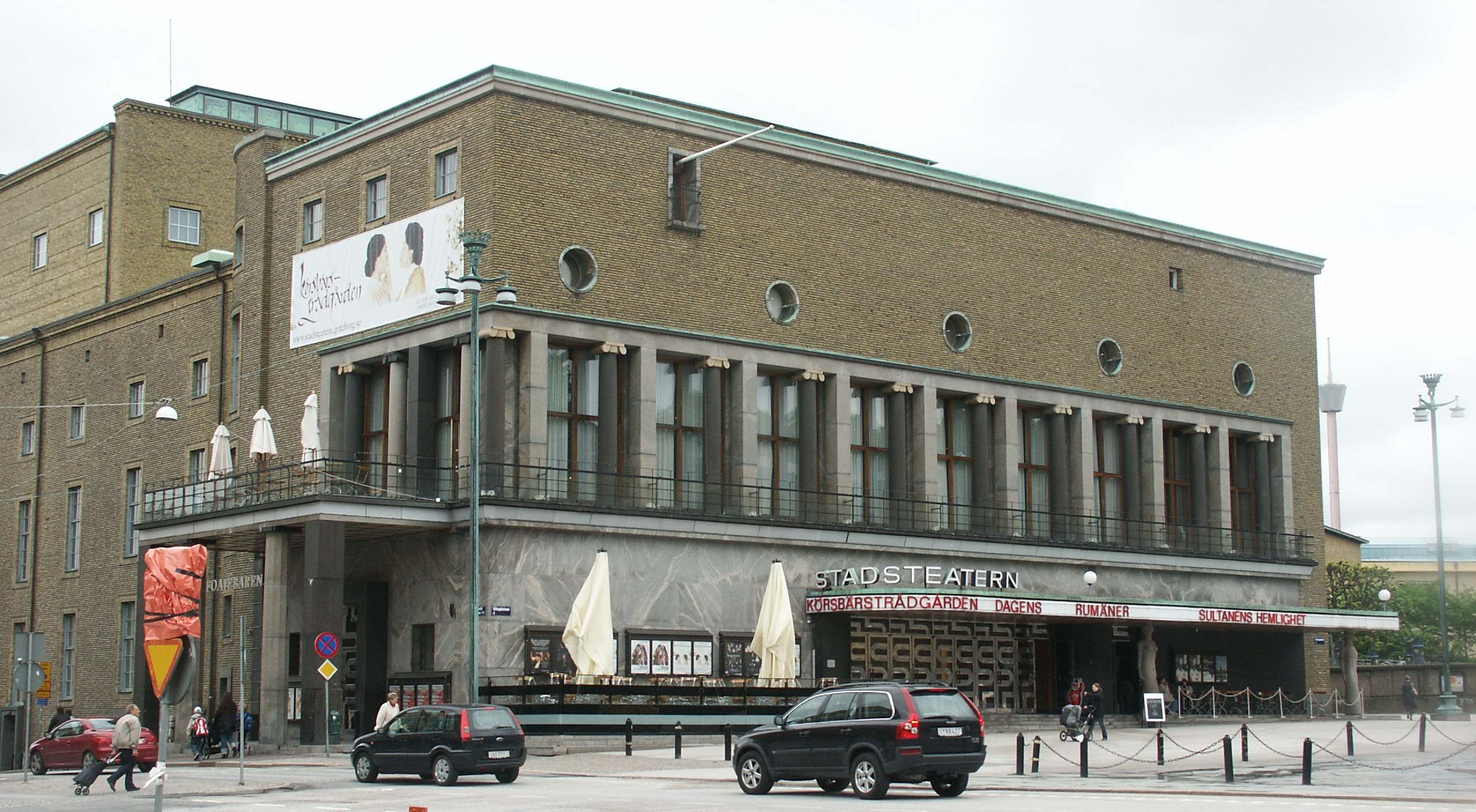
Göteborgs stadsteater
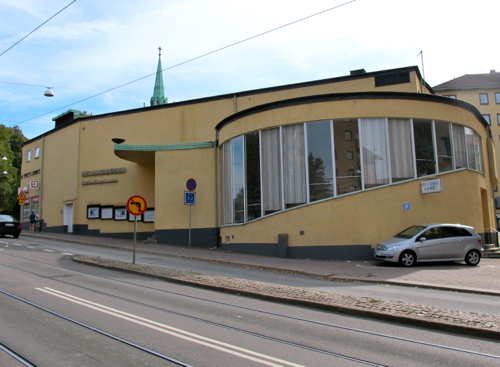
Biografen Flamman
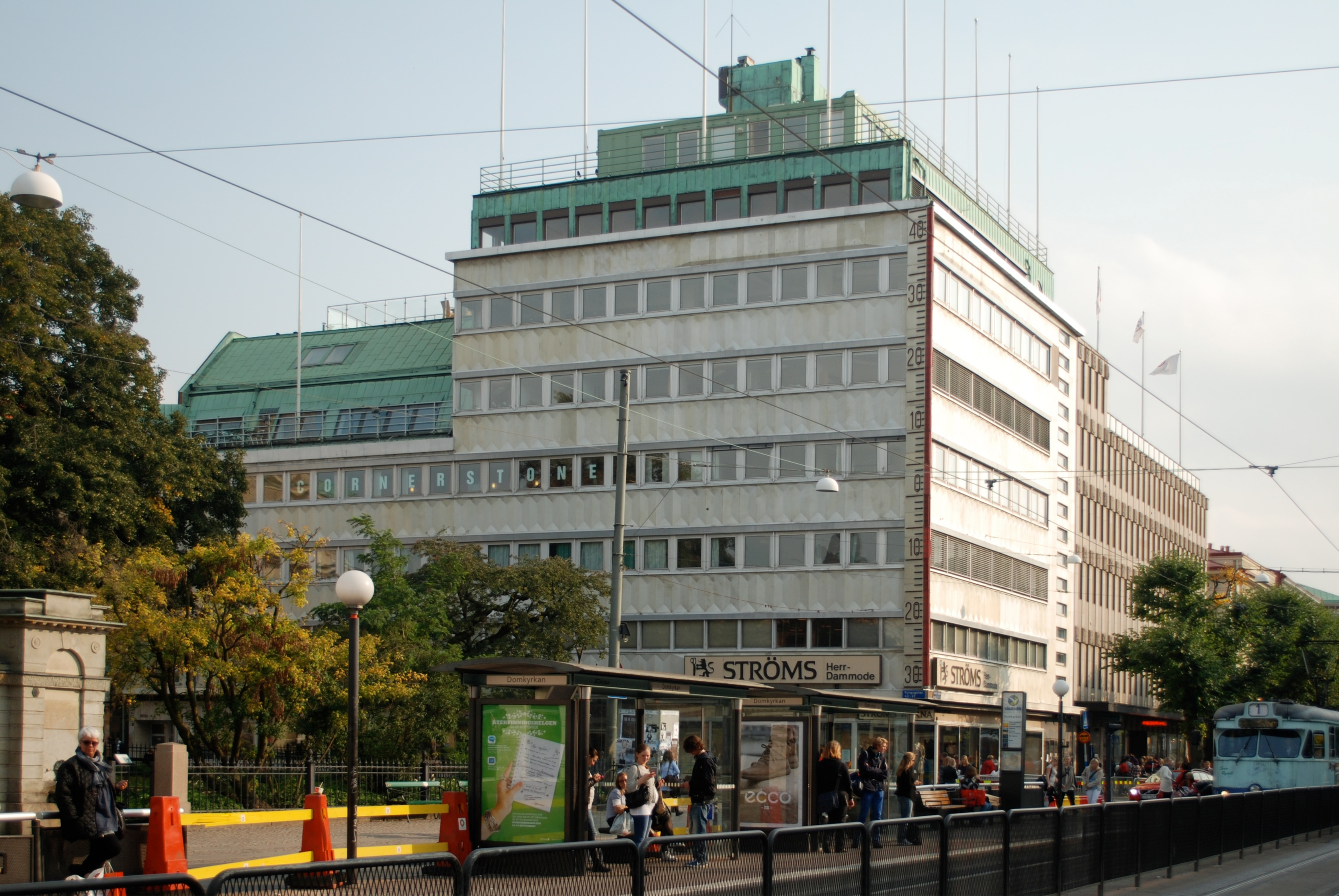
Ströms hörna
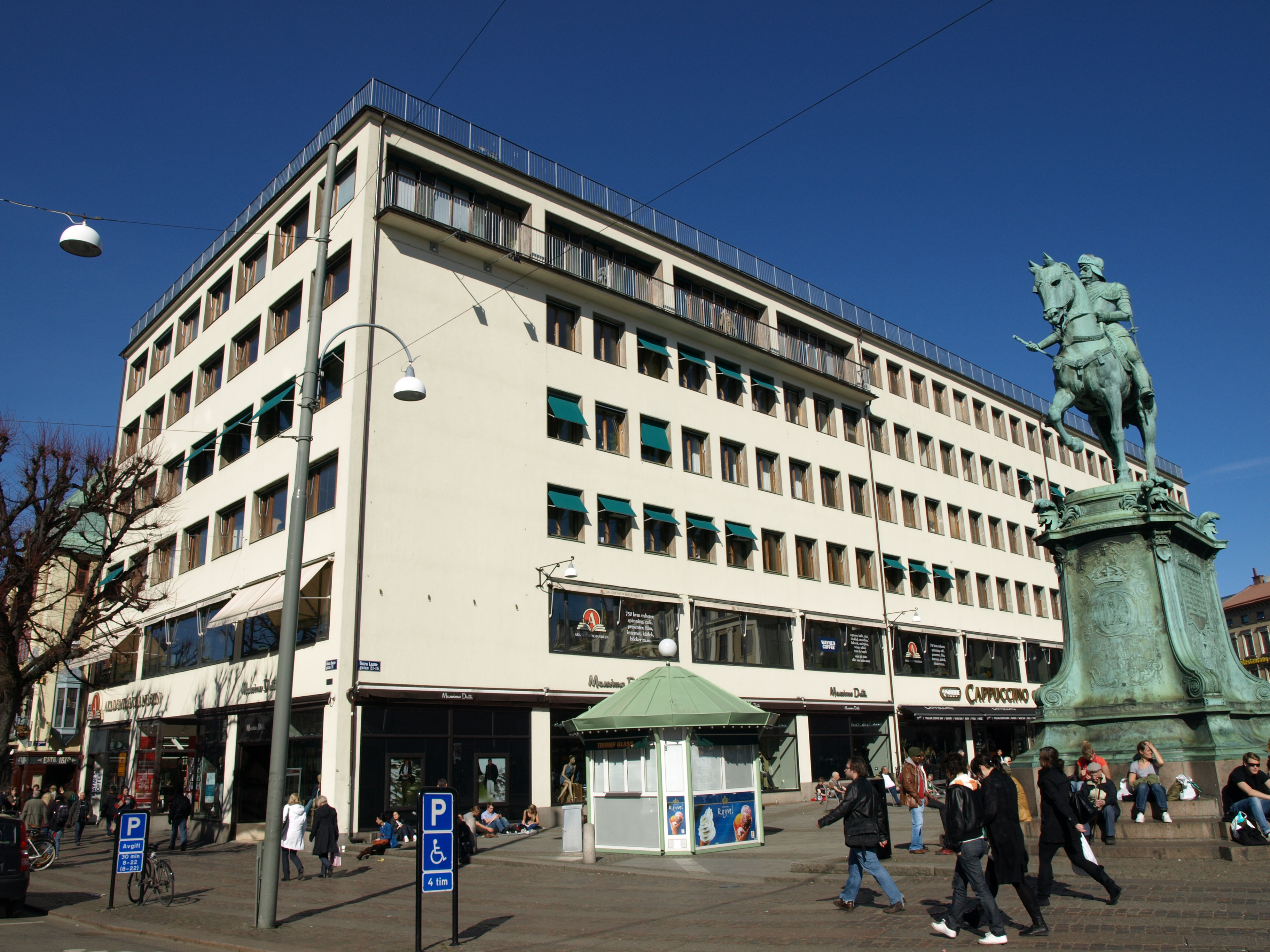
Centrumhuset
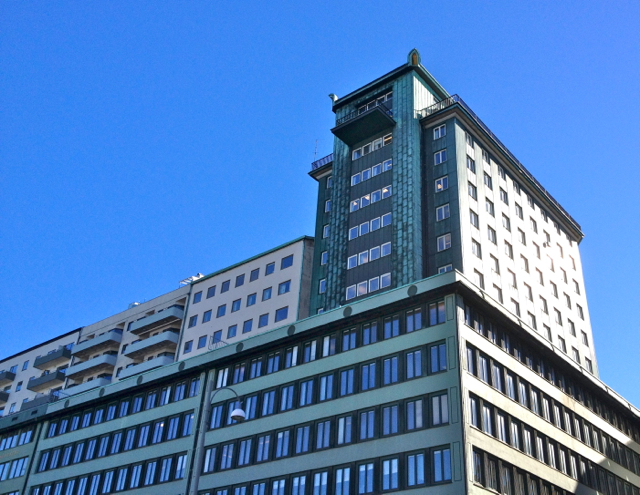
Otterhall ("Skyskrapan")

### 1945–1970
I Göteborg var Tage William-Olsson stadsplanechef mellan 1943 och 1953, där han efterträdde Uno Åhrén som hade haft tjänsten sedan 1932. William-Olsson engagerade sig huvudsakligen i bostadsfrågan och planerade nya stadsdelar samt utvecklade hustyper. Under en tioårsperiod planerades områden för 34 000 lägenheter; bland dem Bagaregården (1944), Tolered (1946), Kungsladugård (1947), Södra Guldheden (1948) och Kortedala (1952). Direkt efter Västra Frölunda landskommuns införlivande med Göteborgs stad 1945, så började man bygga upp det som idag är Högsbo. Göteborgs stads bostadsaktiebolag och flera andra bolag byggde under 1950-talet Biskopsgården.
Den första etappen av "Nya Guldheden" invigdes den 17 augusti 1945 av kronprins Gustaf Adolf, då utställningen Bo Bättre i norra Guldheden gick av stapeln. Norra Guldheden var då Sveriges första så kallade Grannskapsenhet, byggt i syfte att visa på framtidens, kollektiva bostadsfunktionalism.
1955 blev Torsten Henrikson stadssekreterare och ansvarig för stadsbyggnadsavdelningen. I den funktionen tog han initiativ till och genomdrev byggandet av bland annat Valhallabadet och Nya Ullevi. Han var även ansvarig för markinköpen som banade vägen för uppförandet av Angered. Bland företagen i Göteborg utmärker sig Volvos och SKF:s nya huvudkontor i Torslanda respektive Gamlestaden. 1960-talets utbyggnad skedde till en början i det tidigare agrara Västra Frölunda med det USA-inspirerade köpcentrumet Frölunda Torg som invigdes 1966 som nav.
1964 tog Göteborg över ledningen i landets rivningsverksamhet. Till skillnad från i Stockholm, där rivningar hade pågått sedan tidigt 1900-tal för att lösa bland annat trafikproblem, berörde Göteborgs rivningar bostadsområden utanför stadskärnan. För att utföra uppgiften bildades 1960 saneringsbolaget Göta Lejon som ägdes till lika delar av kommunen och näringslivet. Ser man på det totala antalet rivningar i Göteborg mellan 1959 och 1974 revs ungefär lika många lägenheter i båda städerna. I proportion till folkmängden revs det alltså ungefär dubbelt så mycket i Göteborg. Många av stadens berömda landshövdingehus försvann under denna rivningsvåg. Istället uppfördes moderna lägenhetskomplex som till exempel Nordostpassagen, Masthuggsterrassen och Vita Björn.
Angereds landskommun inkorporerades 1967 med Göteborgs stad. Angered bebyggdes från söder mot norr: Hjällbo 1966, Hammarkullen 1968, Gårdsten 1969, Lövgärdet 1970 och Rannebergen 1971. I efterhand byggdes ett stadsdelscentrum 1978, Angereds Centrum.

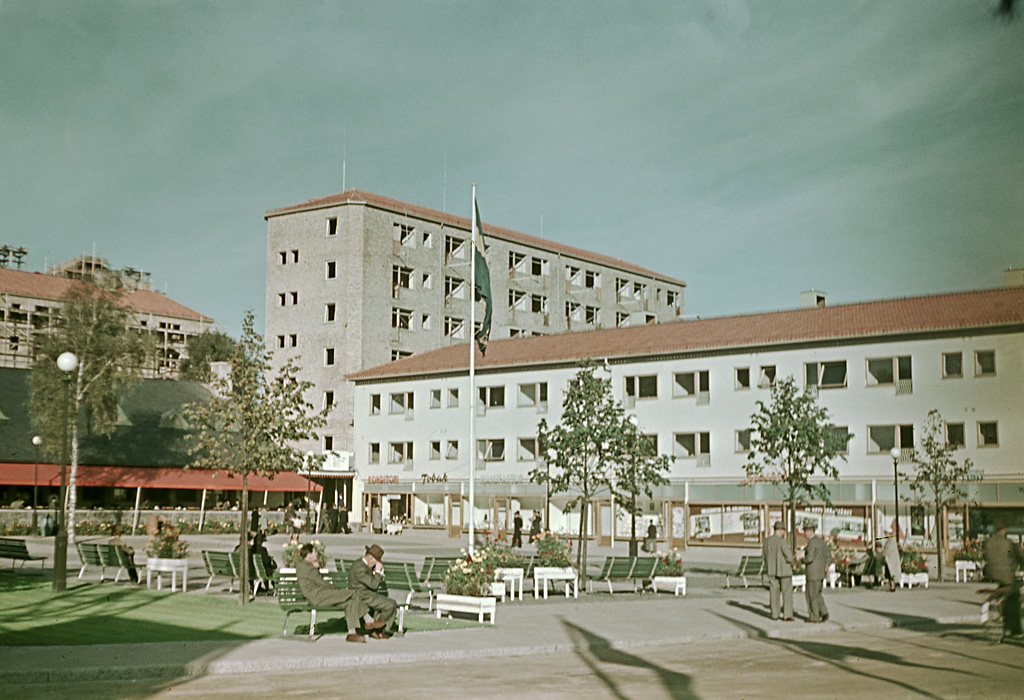
Guldhedstorget 1944
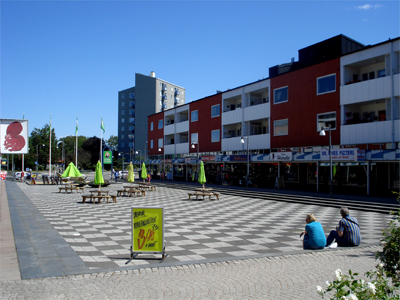
Doktor Fries torg
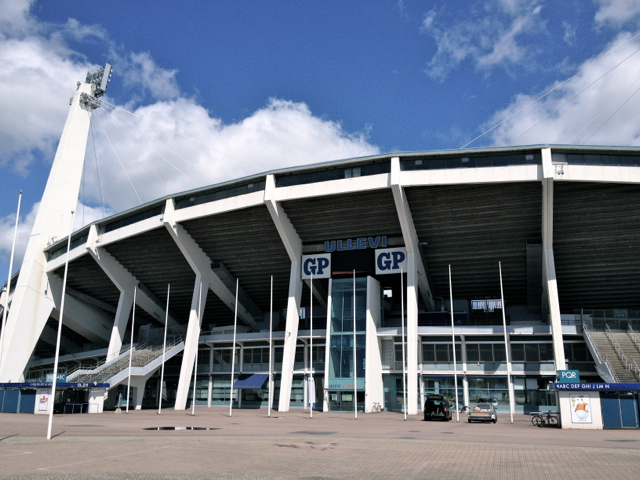
Ullevi
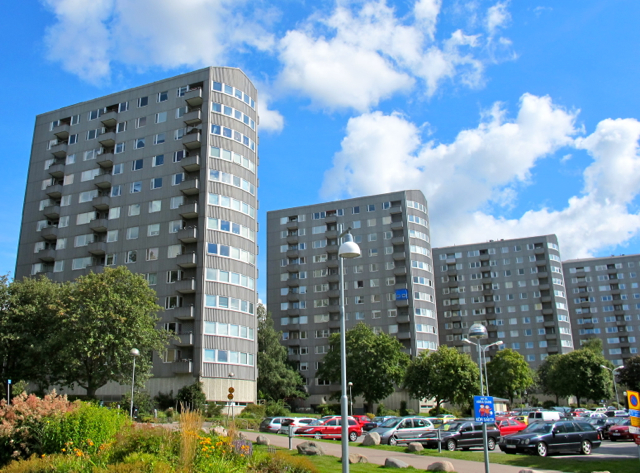
Västra Frölunda
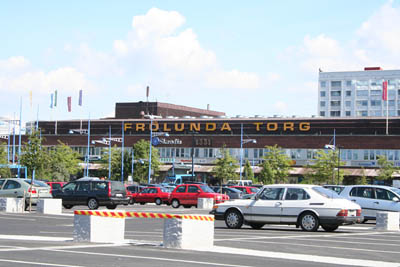
Frölunda Torg
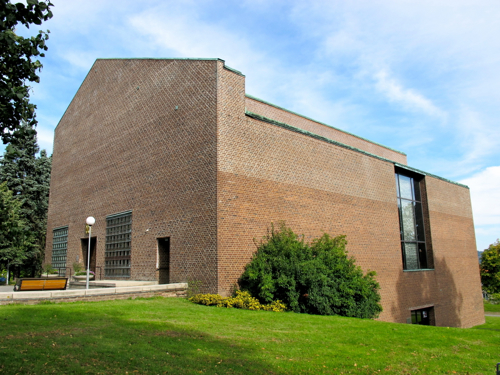
Härlanda kyrka
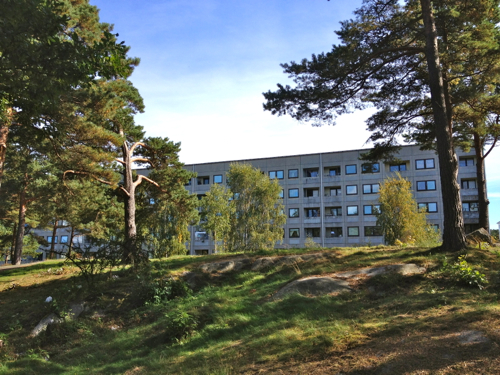
Hammarkullen
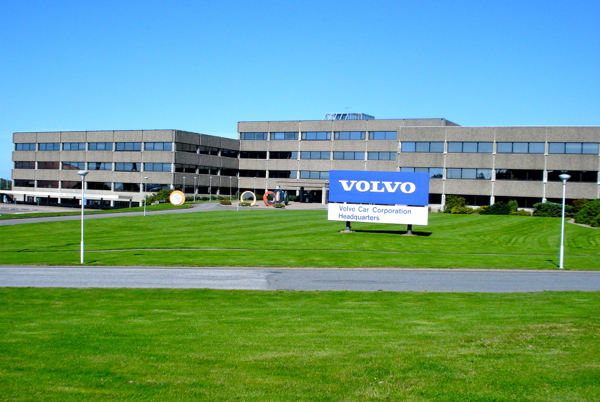
Volvo PV:s huvudkontor

### 1970–2000
1971 stod Scandinavium klar. 1972 var den största delen av Östra Nordstan färdig. Man hade då byggt upp en helt ny stadsdel där den gamla hade legat och dessutom byggt ihop alla kvarter och hus med tak emellan. Nordstan är idag ett köpcentrum samt består av kontorsfastigheter. Längs med Östra hamngatan byggde storbankerna representativa kontor. Nordstans P-hus stod klart 1972 och ritades av WAAB White Arkitektkontor.
I slutet av 1970-talet följde kulturcentra utanför stadens centrum genom Blå Stället i Angered (1979) och Frölunda kulturhus (1980). 1970-talets satsningar på fritid märktes bland annat i de för sin arkitektur prisade projekten SKF Kristinedal och Arken. 1970-talet innebar även många radhusområden i Göteborg, bland annat Skintebo uppmärksammades för sin utformning där inspiration tagits från äldre byars struktur. 
Under 1980-talet följde en mer postmodernistisk arkitektur. AB Volvo byggde ett nytt huvudkontor som ritades av Romaldo Giurgola 1982–1984. 1985 fick för första gången en byggnad i Göteborg motta Kasper Sahlinpriset. Det var Spårvagnshallarna i Gårda som ritades av Abako. Byggnaden utmärkte sig bland annat med väggmålningar och fresker. Ett ökat intresse för bevarandefrågor märkte när hus i Haga renoverades, bland annat kvarteret Fänriken och Kvarteret Grenadieren.
Skanskaskrapan, en karaktäristisk röd- och vitrandig skyskrapa vid Göta älv, ritades av Ralph Erskine i samarbete med White arkitekter och uppfördes 1986–89. White arkitekter ansvarade även för den nya postterminalen 1978–1987 och den första delen av Hotel Gothia Towers 1984. En annan skyskrapa från samma period är Gårda Business Center som stod klar 1989. Under 1990-talet följde nya offentliga byggnader som Artisten, Göteborgsoperan (1994), Handelshögskolan vid Göteborgs universitet (1995) och Nils Ericsonterminalen som tilldelades Kasper Salinpriset 1996.

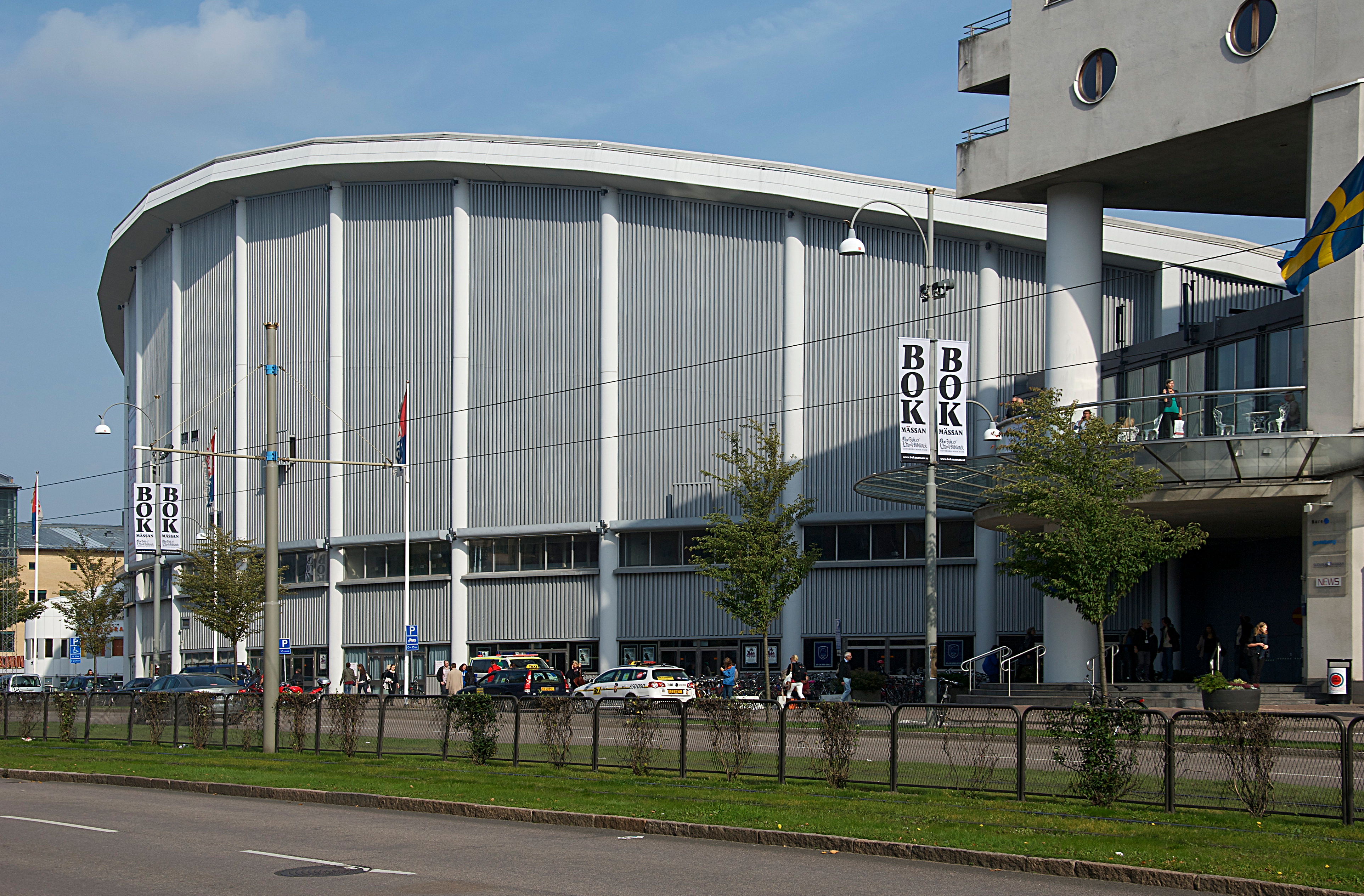
Scandinavium
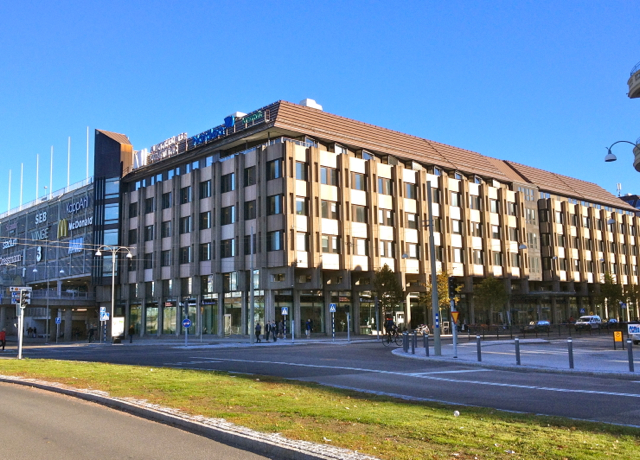
Nordstan
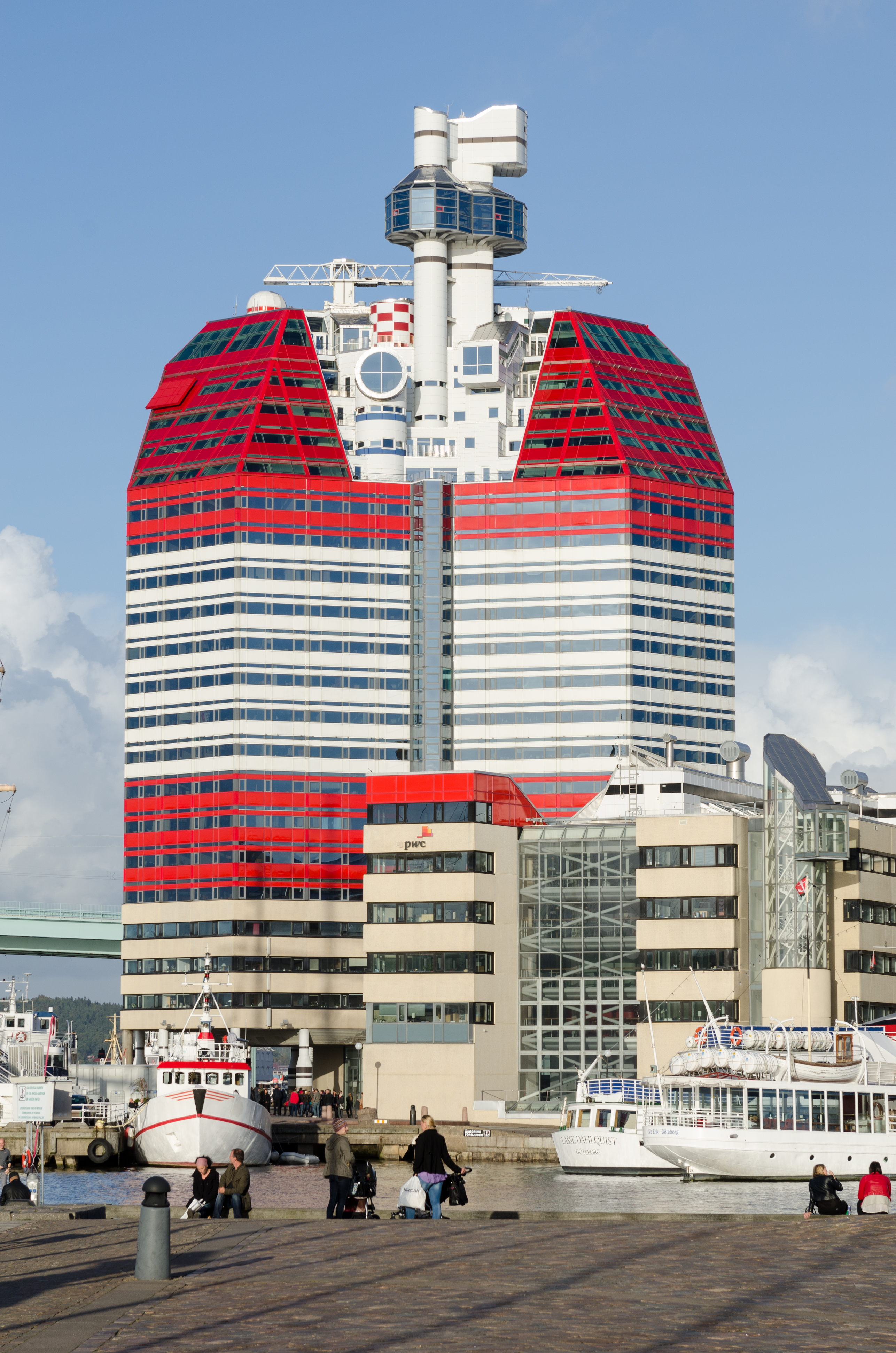
Skanskaskrapan
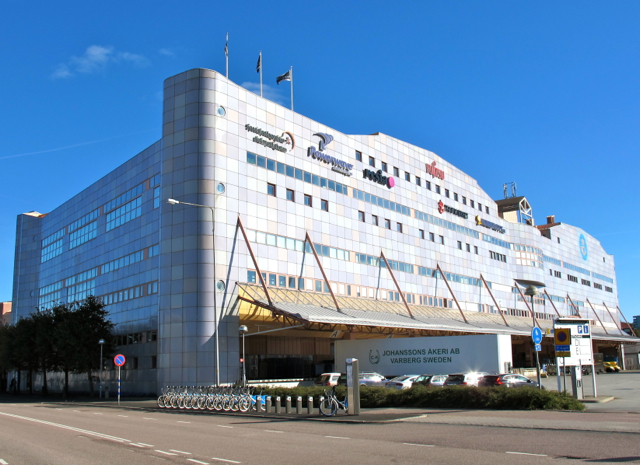
Postterminalen
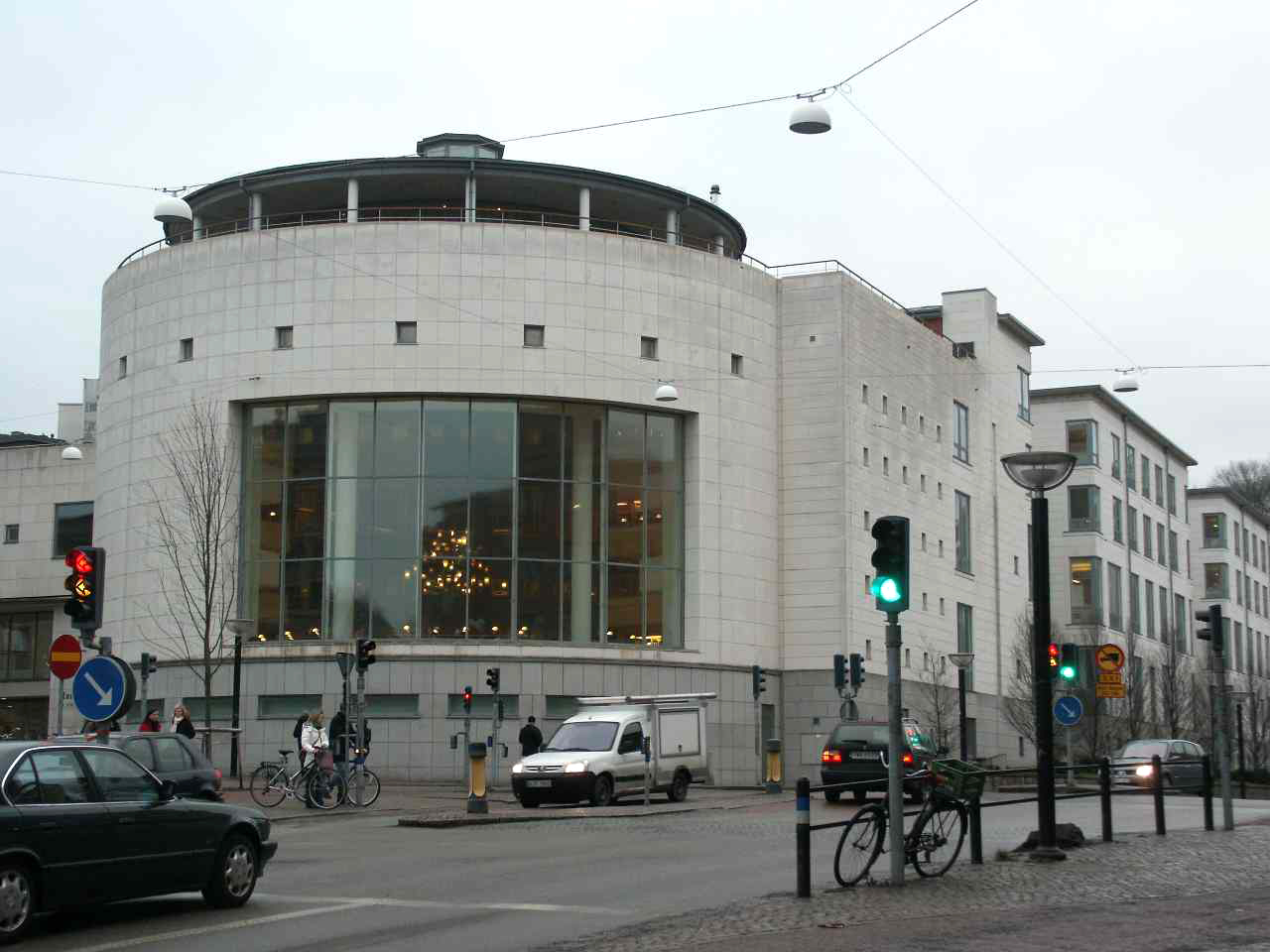
Handelshögskolan
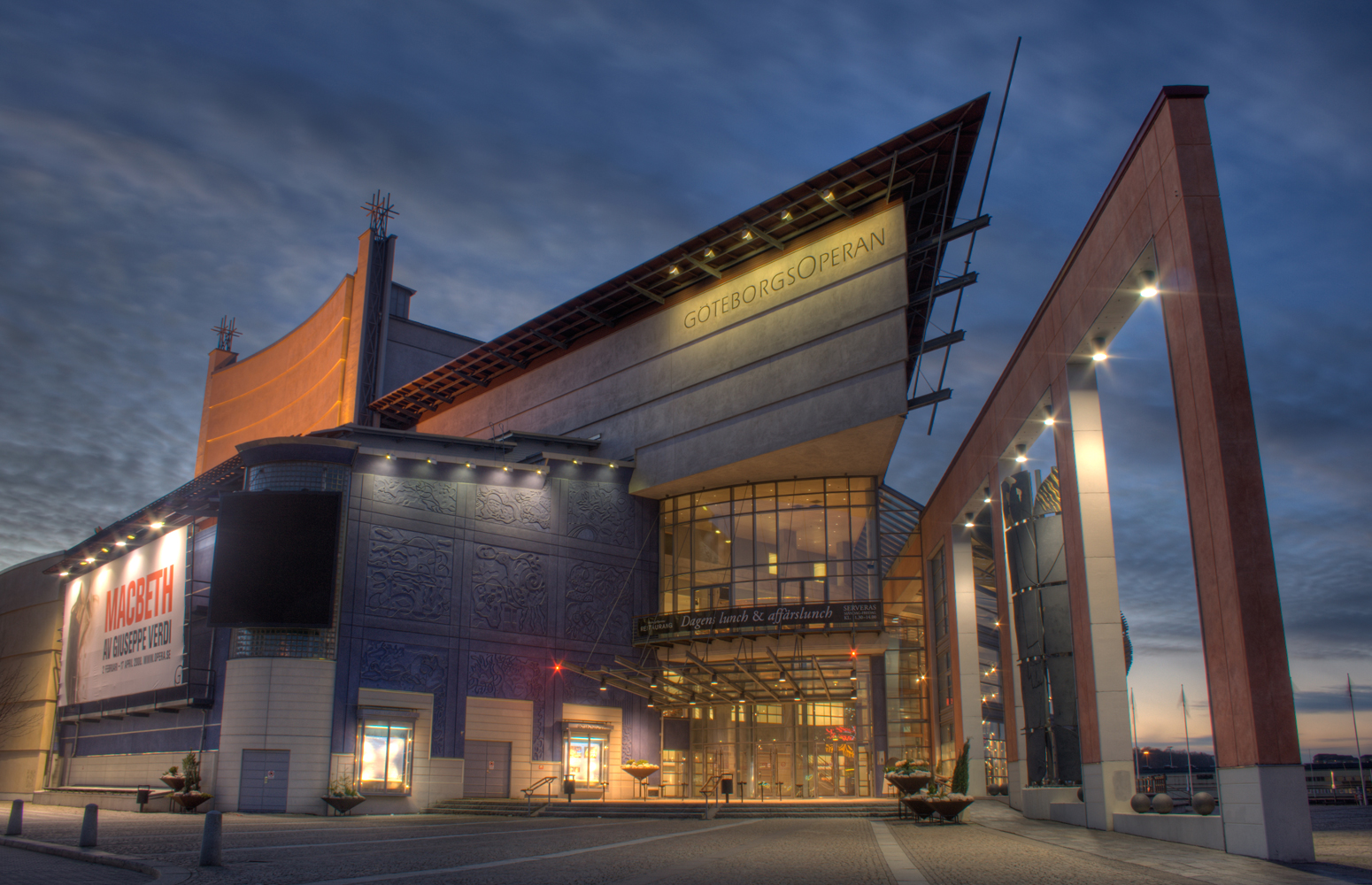
Göteborgsoperan

### Efter 2000

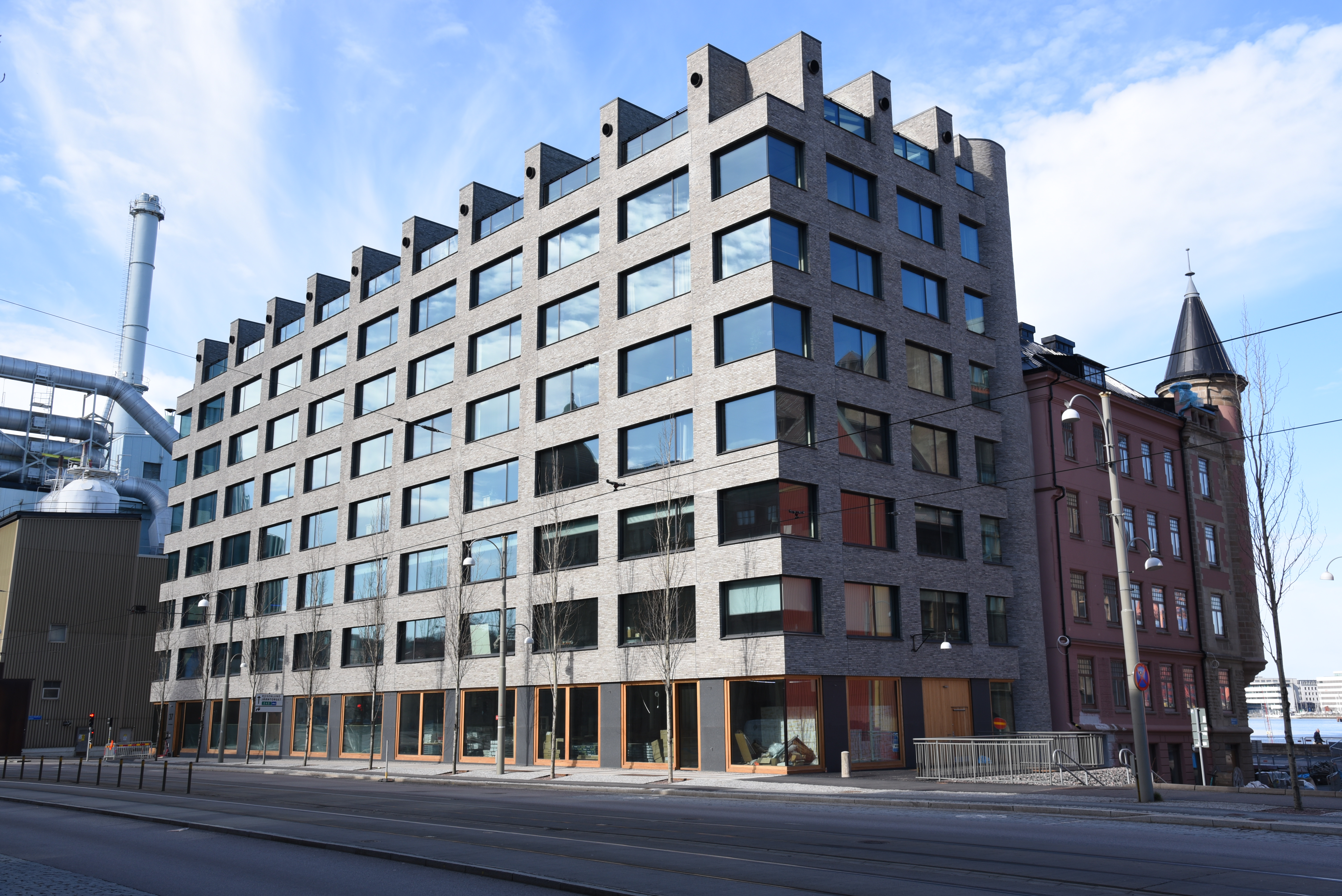
Merkurhuset mottog Kasper Salinpriset 2023.

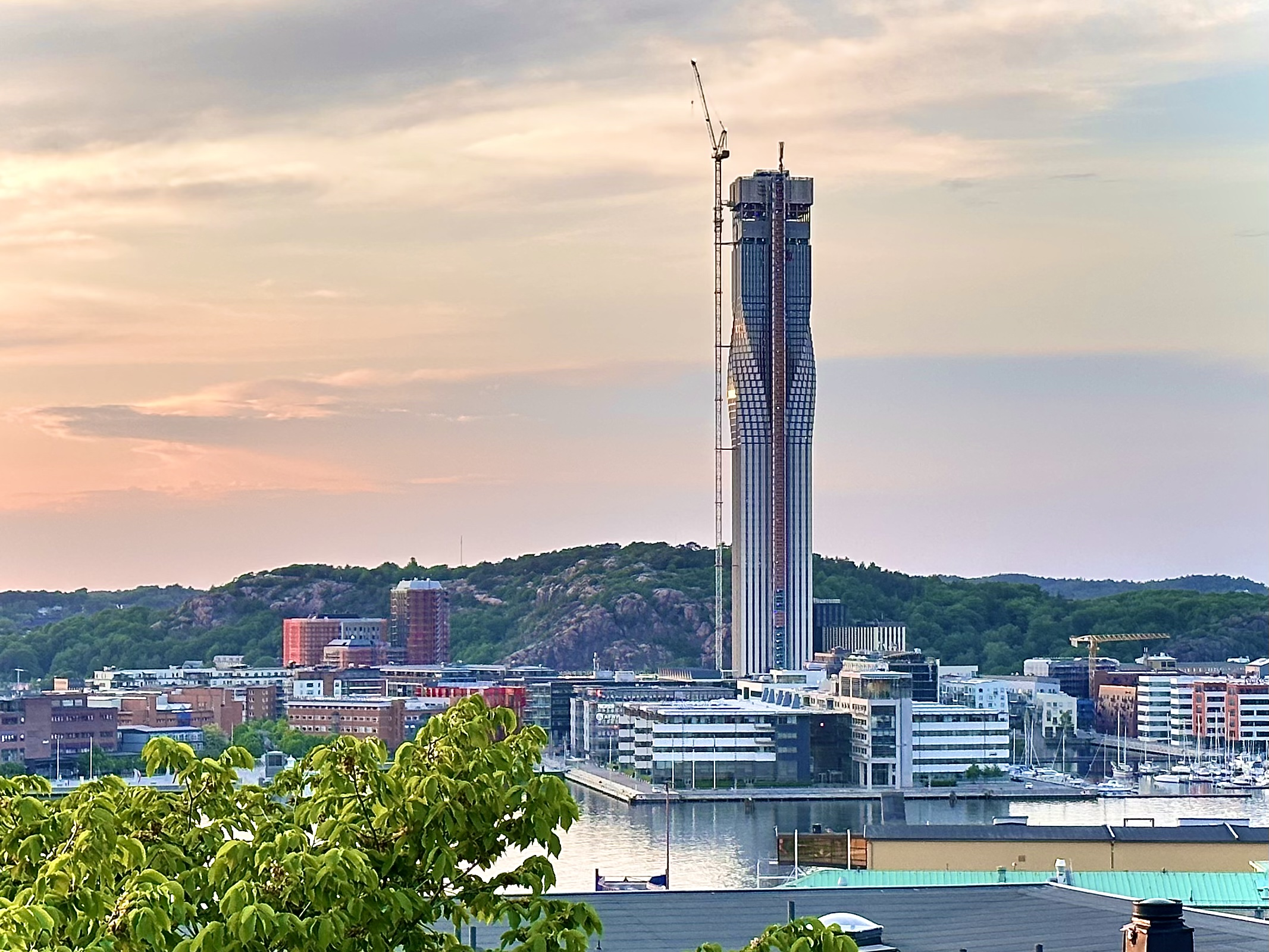
Karlatornet

Västra Lindholmen och Eriksberg  är numera snabbt expanderande bostadsområden och består till största delen av bostads- och hyresrätter som byggts under 2000-talet. Här blandas gamla byggnader från varvsepoken (Eriksbergs varv med Eriksbergshallen och bockkran) med nybyggnationer. 
På Norra Älvstranden med området Lindholmen finns Lindholmen Science Park. Kuggen i Lindholmen Science Park har fått pris för sin innovativa arkitektur. På den internationella fastighetsmässan MIPIM som årligen arrangeras i Cannes fick Kuggen pris i klassen "Sustainable buildings" och projektet valdes ut som ett av två bland 300 anmälda i tävlingen Future Projects Awards. 
Södra Älvstranden är ett pågående stadsutvecklingsprojekt i Göteborg beläget utefter den södra stranden av Göta älv. I programmet för områdets bebyggelse har kommunen tagit fasta på önskemålen om en stadsdel med blandade funktioner som utnyttjar det vattennära läget. Flera parallella uppdrag utvärderas av en grupp från bland annat Göteborgs stadsbyggnadskontor och Älvstranden utveckling. Under 2009 var detaljplanen på samråd, synpunkter har sammanställts och ett nytt förslag beräknas ställas ut under början av 2011.
Världskulturmuseet mottog Kasper Salinpriset för årets bästa byggnad. Ryaverkets skivfilteranläggning, ritat av KUB arkitekter, vann Kasper Salin-priset 2010. I Gårda har Gröna skrapan blivit ett nytt landmärke längs med E6:an. I den gamla stadskärnan har förtätning skett, bland annat Hotel Avalon. 
Under 2020-talet har flera förortsområden byggts om och fått ny bebyggelse: Opaltorget, Bergsjön, Selma Lagerlöfs Torg och Gårdsten. I Bergsjön och på Selma Lagerlöfs Torg har nya kulturhus uppförts. 
Göteborg har under senare år fått en rad skyskrapor som förändrat stadsbilden. Nordens högsta byggnad Karlatornet på Hisingen, Hotel Draken vid Järntorget och i Gårda Kineum och Citygate. En ny dominerande byggnad vid Göta Älv är Platinan. Merkurhuset mottog Kasper Salinpriset för årets bästa byggnad 2023. Under 2024 öppnar World of Volvo med sin karaktäristiska byggnad ritad av Henning Larsen Architects.

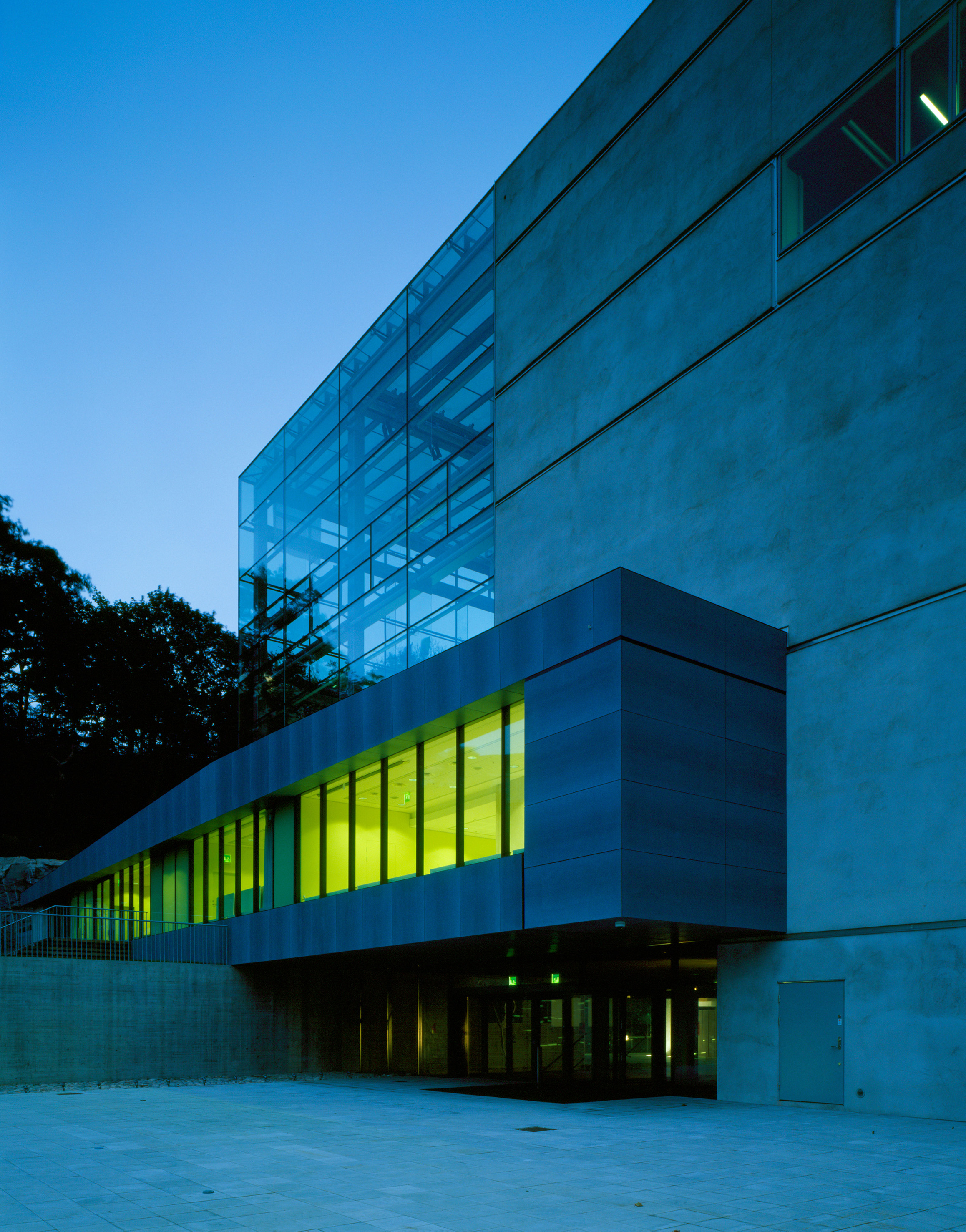
Världskulturmuseet
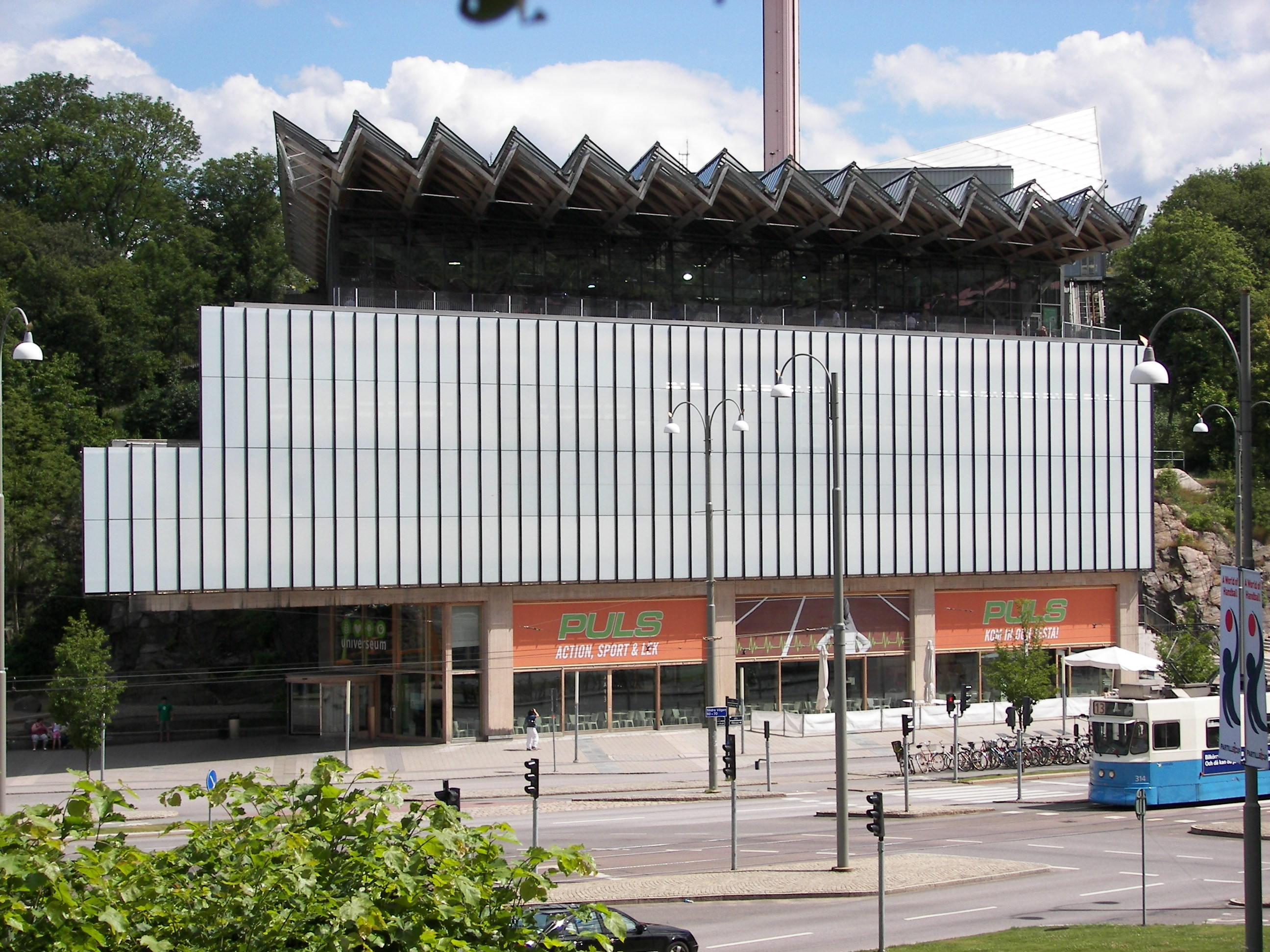
Universeum
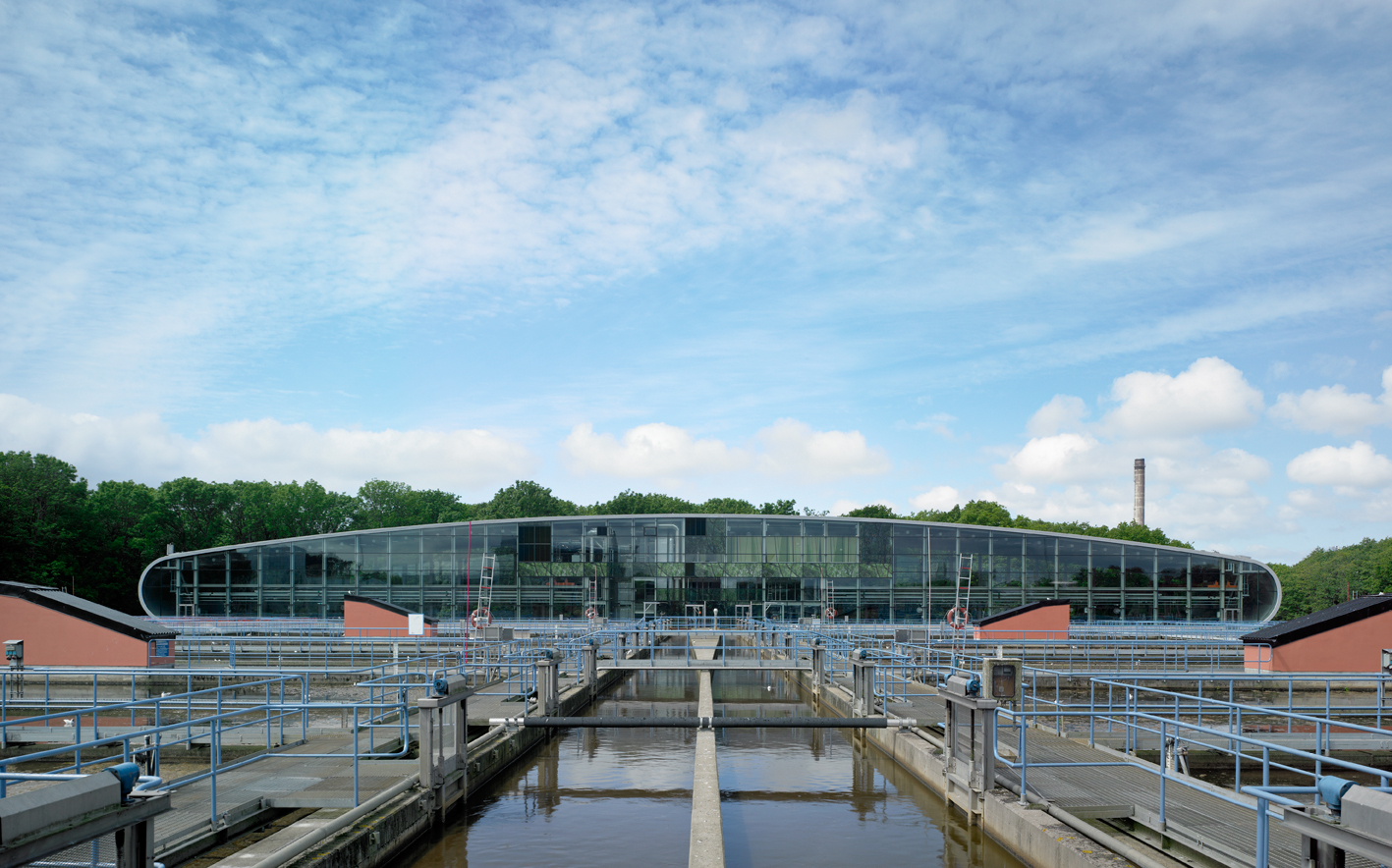
Skivfilteranläggningen vid Ryaverket
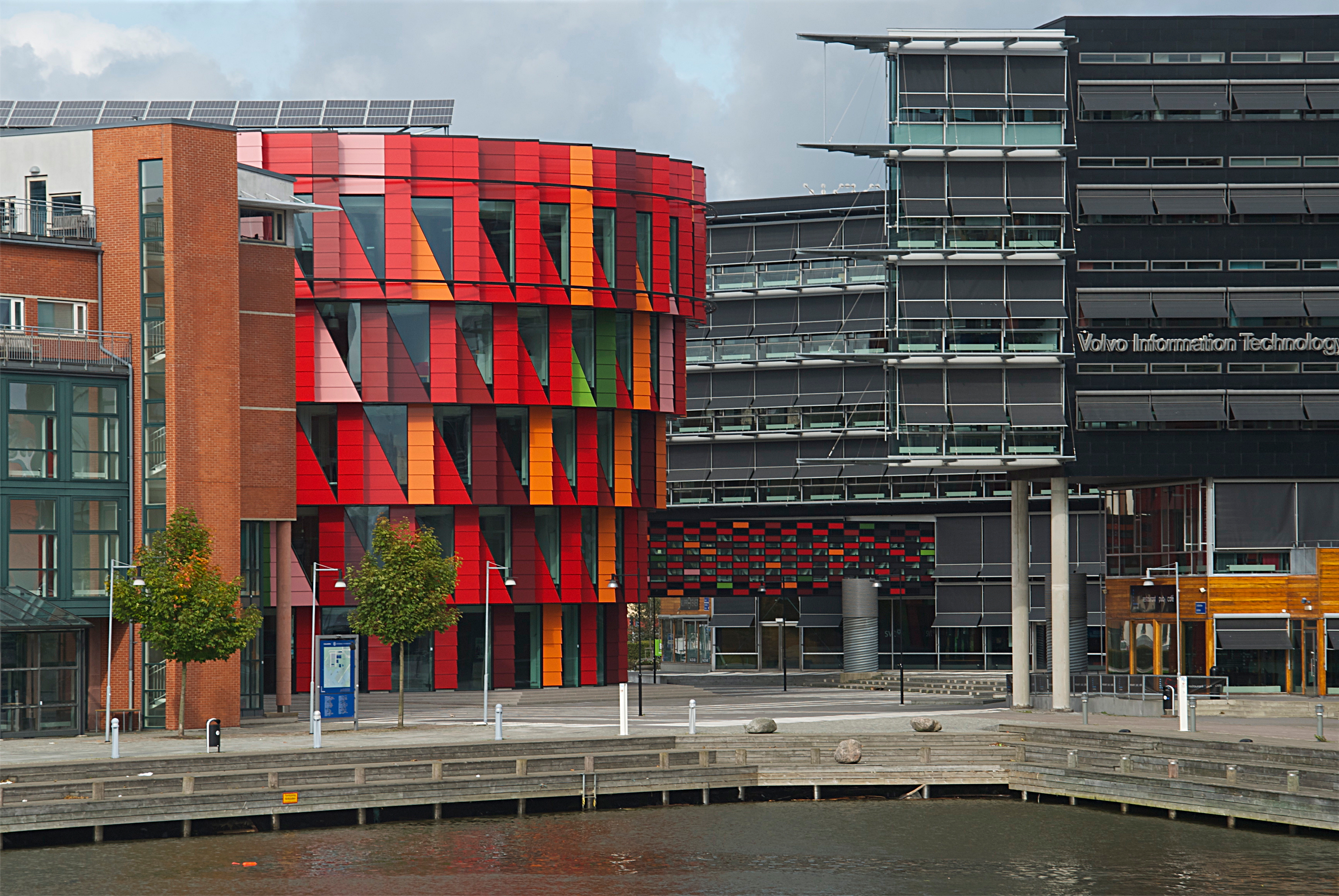
Kuggen i Lindholmen Science Park
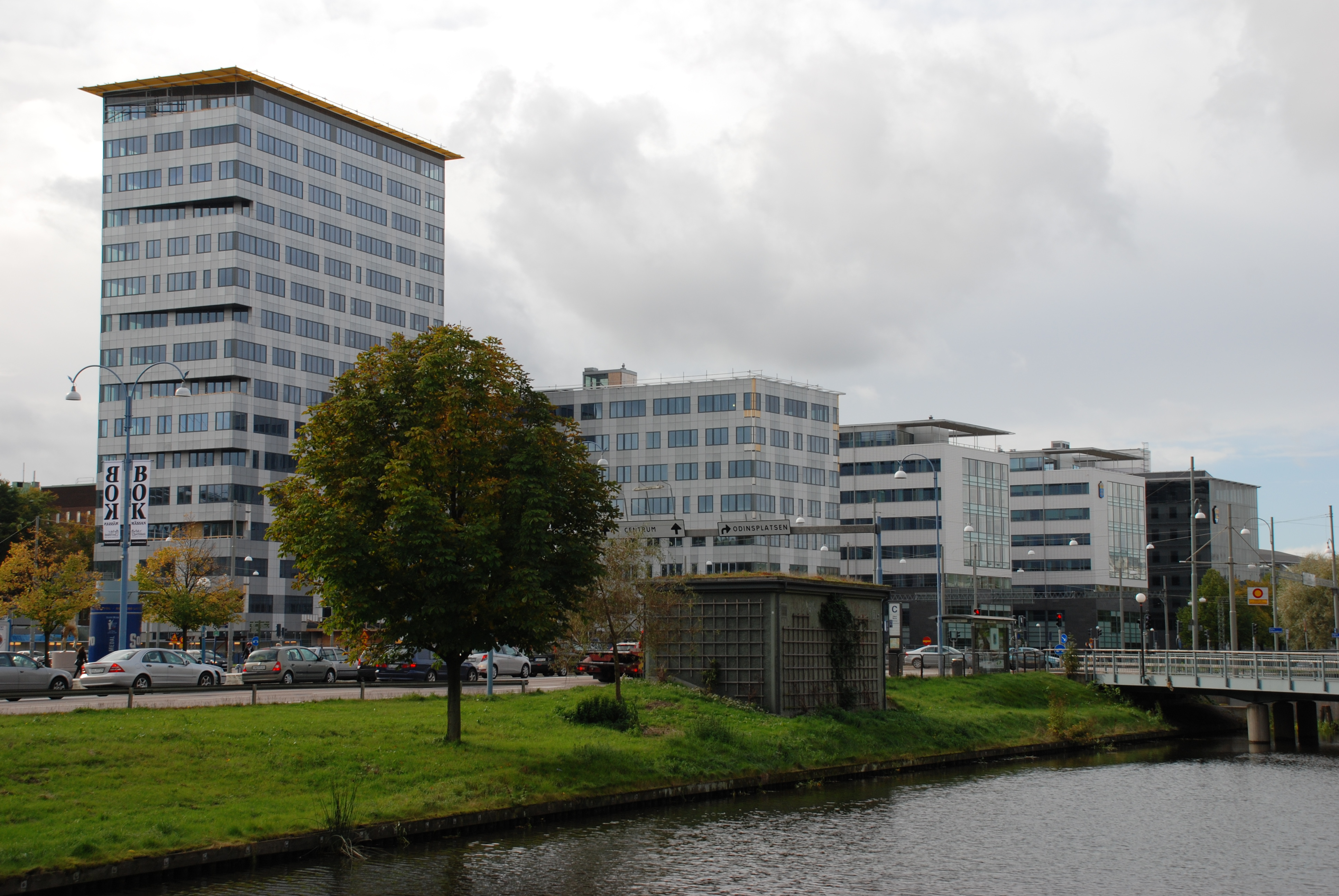
Rättscentrum
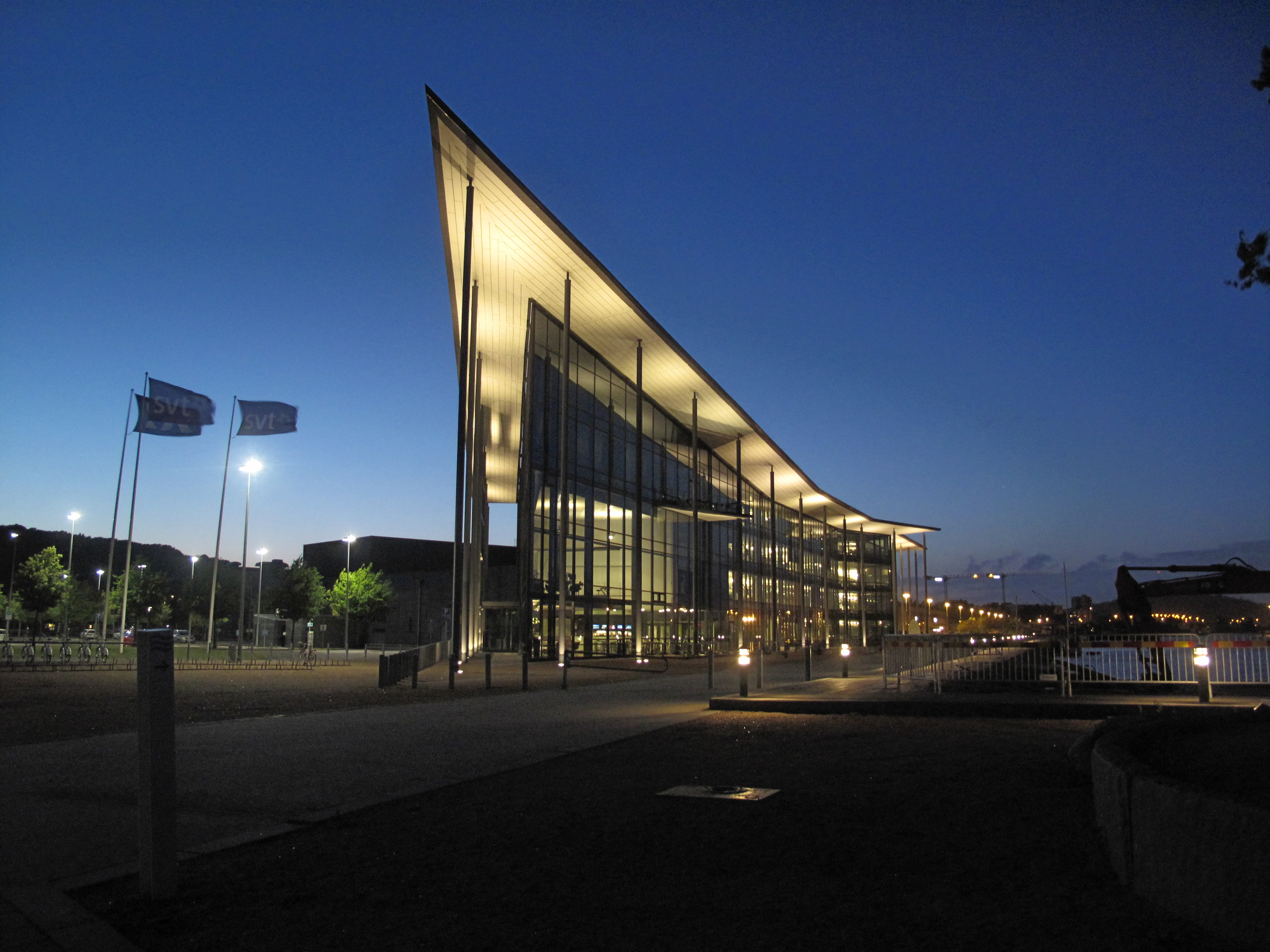
Kanalhuset (SVT, SR, UR)
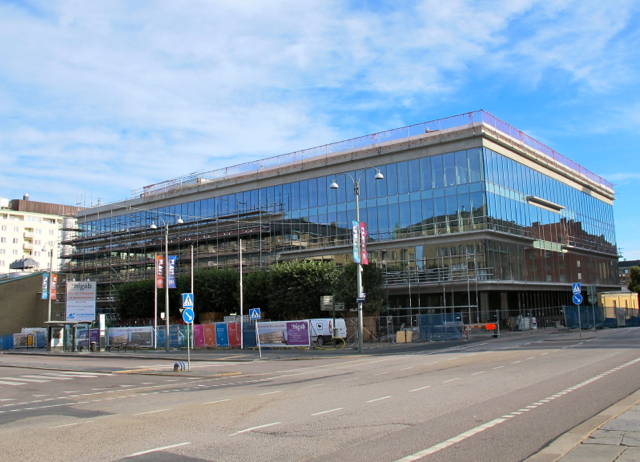
Stadsbiblioteket
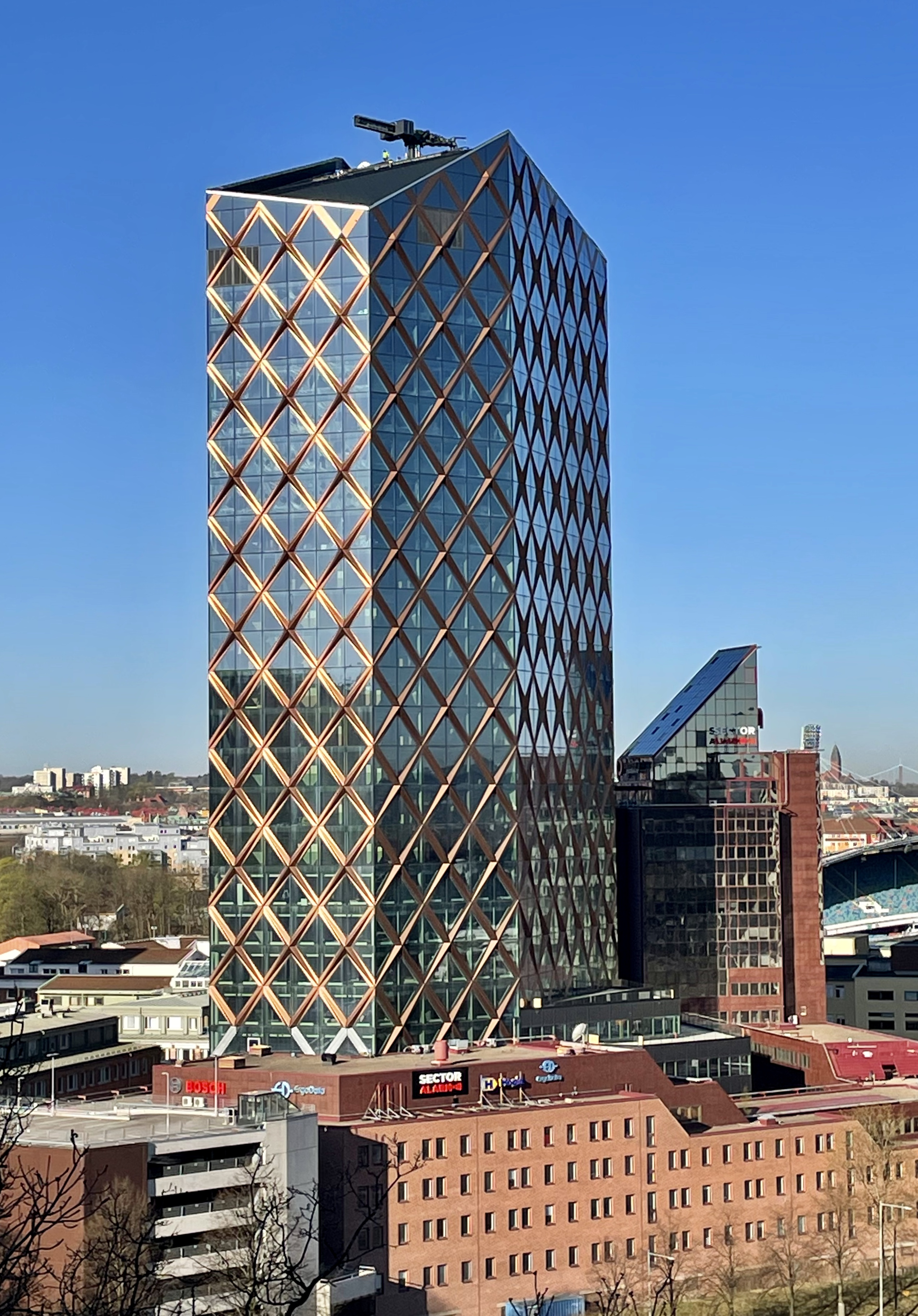
Kineum
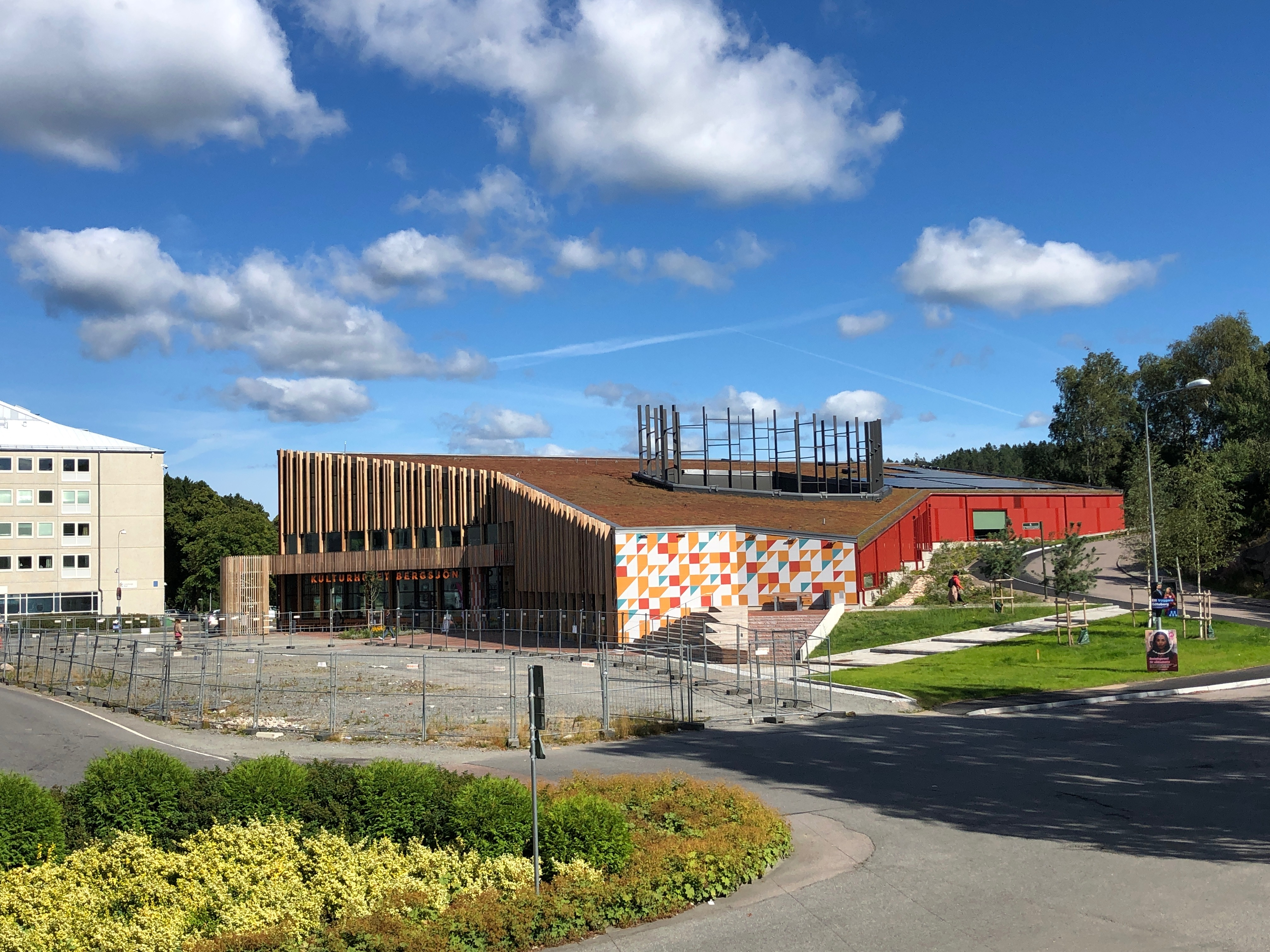
Bergsjöns kulturhus
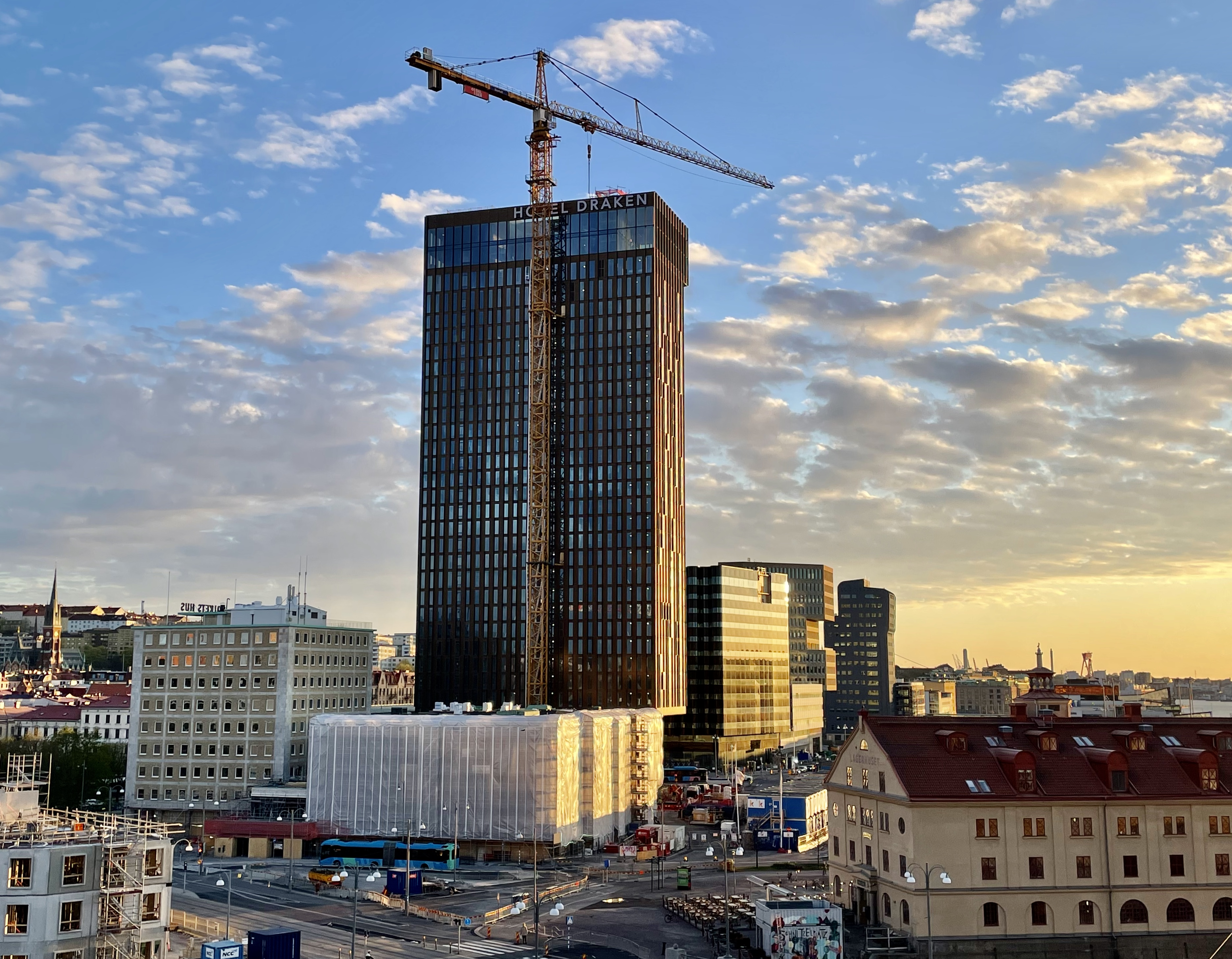
Hotel Draken